# Karolína Plíšková
Karolína Plíšková (úředním příjmením Hrdličková, * 21. března 1992 Louny) je česká profesionální tenistka. Na grandslamu hrála finále dvouhry na US Open 2016 a ve Wimbledonu 2021, kde jako třetí Češka po Mandlíkové a Novotné zkompletovala účasti v semifinále všech čtyř majorů. Mezi červencem až zářím 2017 byla světovou jedničkou ve dvouhře, jakožto první taková hráčka z České republiky a historicky dvacátá třetí od zavedení klasifikace WTA v roce 1975. Na čele žebříčku strávila osm týdnů. V juniorském tenise získala trofej na Australian Open 2010 po finálové výhře nad Britkou Robsonovou.
Na okruh ITF vstoupila v sezóně 2006. O tři roky později se stala profesionálkou. Do sezóny 2013 se pohybovala převážně na túře ITF, na níž vybojovala deset titulů ve dvouhře a šest ve čtyřhře. Na okruhu WTA Tour pak vyhrála sedmnáct turnajů ve dvouhře, včetně tří trofejí z Brisbane International, a pět turnajů ve čtyřhře. Většinu deblových trofejí získala s dvojčetem Kristýnou Plíškovou.
Na žebříčku WTA byla ve dvouhře nejvýše klasifikována v červenci 2017 na 1. místě a ve čtyřhře v říjnu 2016 na 11. místě. Od února 2024 ji trénuje Chorvat Željko Krajan. Kondičním trenérem je Alberto Lledo a fyzioterapeuty Martín Salvador s Haimem Gananciou. Domovským oddílem je od roku 2015 TK Sparta Praha. V letech 2007–2014 nastupovala za I. ČLTK Praha.
V českém týmu Billie Jean King Cupu debutovala v roce 2015 čtvrtfinálem Světové skupiny proti Kanadě, v němž porazila Abandovou i Dabrowskou. Přispěla tak k výhře Češek 4:0 na zápasy. Členkou vítězného týmu, který ovládl celý ročník, byla v letech 2015, 2016 a 2018. Do listopadu 2024 v soutěži nastoupila k jedenácti mezistátním utkáním s bilancí 11–7 ve dvouhře a 4–1 ve čtyřhře.
V roce 2017 vyhrála českou anketu Zlatý kanár a obsadila 3. místo v anketě Sportovec roku, čímž vylepšila 5. příčku z roku 2016.

## Tenisová kariéra

### Juniorská kariéra
První juniorský grandslam hrála na Australian Open 2010, kde došla až na samotný vrchol, když ve finále porazila Lauru Robsonovou, která v semifinále vyřadila Kristýnu Plíškovou. Poprvé také hrála na grandslamu se svou sestrou čtyřhru, ve které se dostaly jen do druhého kola. French Open 2010 byl pro ni nejhorší juniorský grandslam kariéry ve dvouhře i čtyřhře vypadla v prvním kole. O moc lépe se jí nevedlo ani ve Wimbledonu 2010, kde vypadla ve druhém kole. Náplastí jí mohla být čtyřhra, ve které se sestrou Kristýnou došla až do čtvrtfinále. Poslední juniorský grandslam odehrála na US Open 2010, kde skončila ve čtvrtfinále dvouhry na raketě Sloane Stephensové a v prvním kole čtyřhry.

### 2006
Na ženském okruhu ITF debutovala v roce 2006, kdy se objevila na turnajích ITF v Chorvatsku. Hlavní soutěže se zúčastnila, hned ve svém druhém turnaji v Cavtatu, kde došla až do osmifinále. Debutu se dočkala i na okruhu WTA, když se pokoušela probojovat z kvalifikace domácího turnaje CNGvitall Prague Open. Její snahy ale zmařila už v prvním kole Sabine Klaschková.

### 2007
Sezónu začala opět na turnajích ITF v Chorvatsku, kde se nejdále probojovala do osmifinále turnaje v Cavtatu. Následně hrála na domácím turnaji CNGvitall Prague Open, kde jí organizátoři dali divokou kartu do hlavní soutěže. Konečná přišla hned v prvním kole, když nestačila na Olgu Poutchkovovou. Divákům se zde také představila i ve čtyřhře po boku svého dvojčete Kristýny Plíškové. Společně však skončily už v prvním kole na raketách Renaty Voráčové a Lucie Hradecké. Rok ukončila na domácím turnaji ITF v Přerově, kde vypadla v osmifinále. Za celou sezónu se celkem čtyřikrát probojovala do osmifinále a rok ukončila na 860. místě žebříčku.

### 2008
Sezónu zahájila v Itálii, a poté pokračovala v Chorvatsku, kde na turnaji ITF v Bolu slavila první titul kariéry. Následně hrála na domácím turnaji ECM Prague Open, kde startovala díky divoké kartě. Los jí určil pro první kolo Aliciu Molikovou, kterou překvapivě porazila. Konečná nakonec přišla až ve čtvrtfinále, když nestačila na Viktorii Azarenkovou. Mnohem dříve skončila po boku své sestry Kristýny v deblu, nad jejich síly byl v prvním kole pár Eva Hrdinová a Klaudia Jansová. Konec roku pro Plíškovou spíše znamenal trápení v kvalifikacích, ale díky čtvrtfinále WTA turnaje v Praze poskočila v žebříčku na 469. místo.

### 2009
Rok 2009 zahájila na turnajích ITF v Americe, kde došla nejdále do semifinále turnaje Fort Walton Beach. Stejným výsledkem skončila obhajoba titulu v Bolu. Koncem května si připsala druhý titul kariéry, když na turnaji ITF v Gradu porazila ve finále Julii Schruffovou. Po zisku druhého titulu se představila na turnaji ITF v Brně, kde postoupila do semifinále, následně hrála také ve Zlíně, kde skončila v osmifinále. Na rozdíl od své sestry v červenci hrála domácí WTA turnaj ECM Prague Open, na kterém se jí nepodařilo obhájit čtvrtfinále, jelikož vypadla v prvním kole s Ivetou Benešovou. Na japonském turnaji ITF v Cukubě došla do semifinále a v prefektuře Išikawa získala třetí titul kariéry. Dobré výsledky ji katapultovaly na 221. místo žebříčku.

### 2010
Sezónu 2010 zahájila na turnaji ITF v Austrálii a Asii. Znovu úspěšné skončila její japonská mise. Nejdříve na turnaji v Gifu slavila čtvrtý titul kariéry a další mohla přidat hned o dva týdny později na turnaji v Kurume, kdyby ve finále neprohrála se svojí sestrou Kristýnou. Po domácím turnaji ve Zlíně se vydala na svojí první seniorskou kvalifikaci grandslamového turnaje. Wimbledon ale pro ni zavřel brány už po prvním kole, když nestačila na Japonku Džunri Namigatovou. Po nevydařené kvalifikaci se popáté představila na domácím turnaji CNGvitall Prague Open, kde skončila v prvním kole na raketě Johanny Larssonové. Projít kvalifikací se snažila i na grandslamovém turnaji US Open, kde její snahy zmařila v prvním kole Michelle Larcherová de Britová. Dva měsíce na to si připsala pátý titul v kariéře, když vyhrála turnaj v Glasgow. Rok 2010 ukončila na 212. místě žebříčku.

### 2011
Sezónu zahájila neúspěšným pokusem kvalifikovat se na grandslamový turnaj Australian Open. Následně hrála turnaj ITF v Rancho Mirage, kde se dostala do semifinále dvouhry a finále čtyřhry. Finále se sestrou Kristýnou vyhrály a slavily první deblový titul v kariéře. Po domácím turnaji CNGvitall Prague Open, ve kterém vypadla v osmifinále s Lucií Hradeckou, se marně snažila probojovat na French Open.
Zpátky do České republiky se vrátila na ITF turnaj hraný Přerově, kde došla až do finále, ve kterém podlehla Réke Luce Janiové. Šestý titul kariéry nezískala ani na turnaji v Darmstadtu, když nestačila ve finále na Mandy Minellaovou. Stejná soupeřka jí zastavila i v prvním kole kvalifikace US Open. Nejvíce se jí dařilo opět v Japonsku, kde vyhrála ve dvou týdnech dva ITF turnaje v Makinohaře a Hamanaku. Konec roku pro ni znamenal dvě prohrané ITF finále v Bratislavě a Vendryni. Celou sezónu ukončila na 145. místě žebříčku.

### 2012

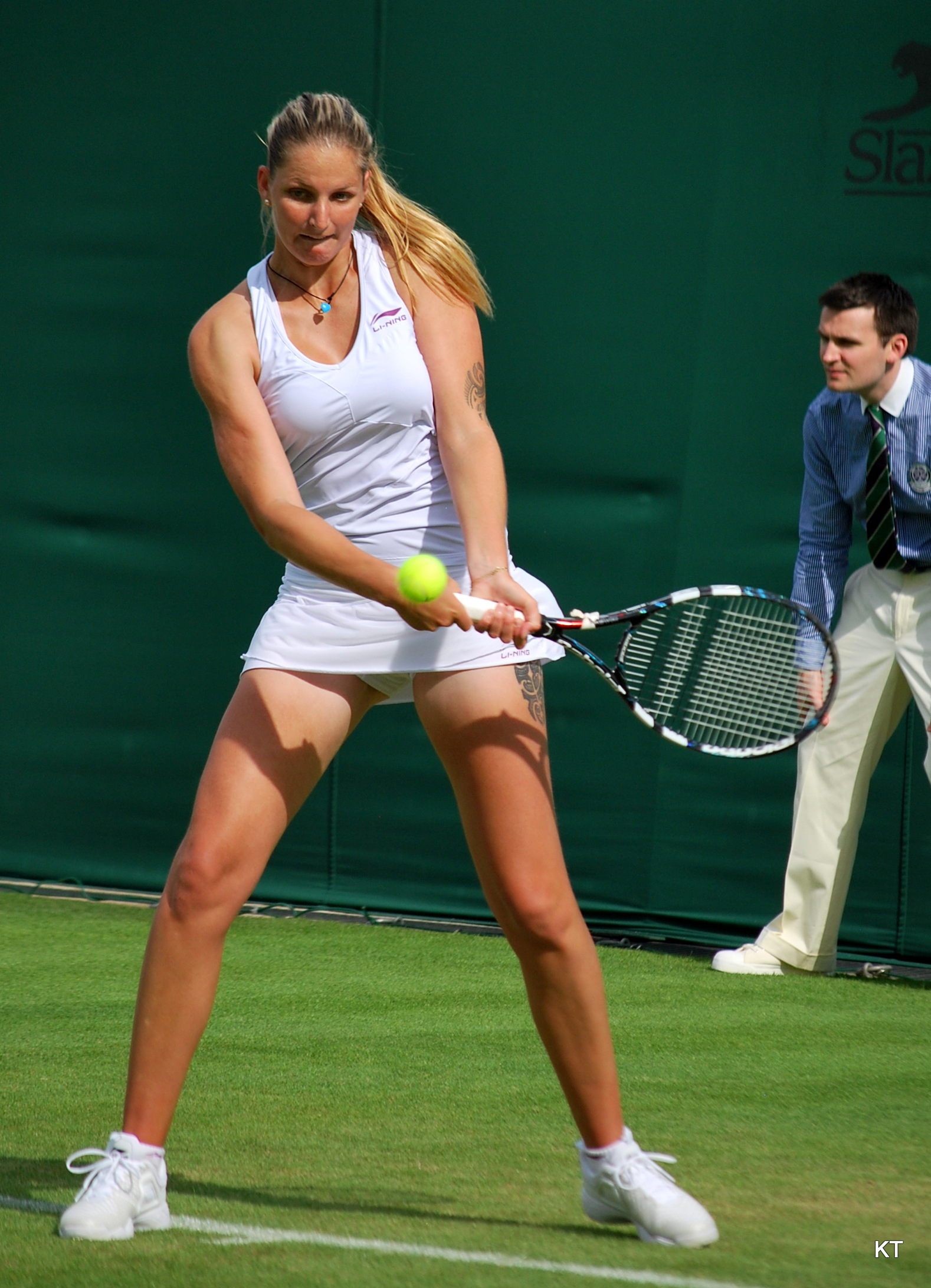
V prvním kole Wimbledonu 2012 proti Sloane Stephensové

Rok 2012 zahájila v Austrálii, kde se jí opět nepodařilo projít kvalifikací na Australian Open. Začátkem února slavila sedmý titul ITF v kariéře, když porazila ve finále turnaje v Grenoblu svojí sestru Kristýnu. Další zkušenosti získávala na turnaji WTA v Kuala Lumpur, kde vypadla ve druhém kole s první nasazenou Agnieszkou Radwańskou. Po turnaji WTA v Kuala Lumpur se probojovala i na turnaj WTA v Charlestonu, kde nestačila v prvním kole na Marinu Erakovicovou.
Série úspěšných zápasů pokračovala i v kvalifikaci na French Open, ve které neprohrála jediný zápas a ztratila pouze set. Konečná ale přišla hned v prvním kole, když nestačila na Marion Bartoliovou.
Výborně si vedla i v generálce na Wimbledon, když postoupila až do semifinále turnaje ITF v Nottinghamu. Na své výsledky dokonale navázala v kvalifikaci na Wimbledon, ve které jí opět nic nezastavilo. Při své druhé účasti na grandslamu skončila v prvním kole, tentokrát byla nad její síly Sloane Stephensová. Po Wimbledonu hrála soutěž World Team Tennis pořádanou v USA za tým Philadelphia Freedoms, který vedl Josh Cohen. Následně hrála WTA turnaj ve Washingtonu, kde se svou sestrou došla do semifinále čtyřhry, ve kterém je zastavily Šúko Aojamová a Čang Kchaj-čen.
Koncem srpna se marně snažila probojovat na US Open, v kvalifikaci došla jen do druhého kola, ve kterém nestačila na Donnu Vekićovou. Společně se svojí sestrou však startovala v hlavní soutěži deblu. Stopku ale dostaly hned v prvním kole od páru Nina Bratčikovová a Alexandra Panovová. Závěrem sezóny spolu se sestrou bojovala o další titul ze čtyřhry turnaje ITF. Nejprve sice neuspěly v Shrewsbury, ale o necelý měsíc později v polské Zawadě, se už mohly z pátého titulu radovat, a navíc zde slavila i vítězství v singlu, když ve finále porazila Anu Vrljičovou.

### 2013
Sezónu zahájila neúspěšnou kvalifikací na turnaji WTA v Brisbane. Mnohem lépe se jí dařilo na turnaji v Sydney, kde prošla kvalifikací a vypadla v prvním kole se třetí nasazenou Sarou Erraniovou. V prvním kole vypadla i na Australian Open 2013, kde nestačila na řeckou tenistku Elenu Daniilidouvou.
Plíškové se poté nepodařila kvalifikace v Paříži, když vypadla v závěrečném kole. Ve Francii se následně představila na turnaji ITF v Grenoblu, kde se jí nepodařilo obhájit loňský titul. Neuspěla ani v kvalifikaci na turnaj v Dubaji, když prohrála v prvním kole s Danielou Hantuchovou. Následně si zahrála na turnaji v Kuala Lumpur, kde došla až do svého prvního finále kariéry, poté, co vyřadila v semifinále Ajumi Moritaovou. Ve finále zdolala Bethanii Mattekovou-Sandsovou a získala svůj první titul z okruhu WTA. Se svou sestrou postoupila do semifinále deblu. V novém vydání žebříčku WTA se objevila poprvé v kariéře v první stovce, a to na 84. místě.

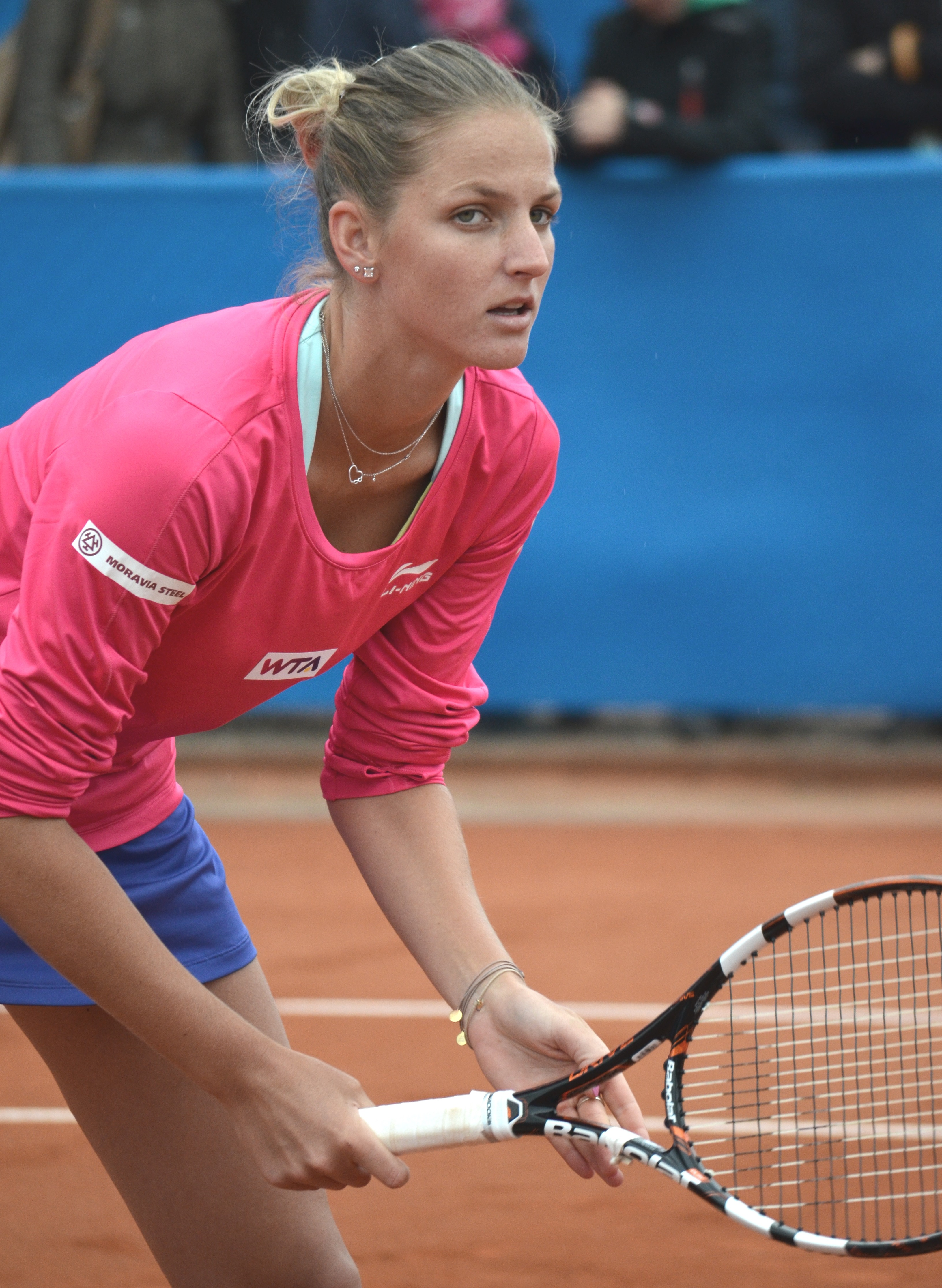
Na květnovém Nürnberger Versicherungscup 2014, kde si zahrála finále obou soutěží

Po prvním titulu kariéry se přesunula na americký kontinent, kde startovala v kvalifikaci na turnaj v Indian Wells. Vypadla ale v prvním kole, když nestačila na Olgu Pučkovovou. Kvalifikaci hrála i na turnaji v Miami, kterou zvládla. Nakonec došla do druhého kola, ve kterém vzala set bývalé světové jedničce Caroline Wozniacké.
První antukový turnaj sezóny absolvovala v Osprey v rámci kategorie ITF, kde vypadla hned v prvním kole, když nestačila na Julii Cohenovou. Následně se neúspěšně pokoušela kvalifikovat na turnaj v Charlestonu, když vypadla ve druhém kole kvalifikace s Vaniu Kingovou. Poté se přesunula do Evropy na premiérový ročník turnaje v Katowicích, kde došla až do čtvrtfinále, poté, co ve druhém kole vyřadila nasazenou šestku Kanepiovou. Nad její síly byla až turnajová dvojka Roberta Vinciová. Se svou sestrou došla poté do druhého kola čtyřhry. Na turnaji v Marrákeši podlehla v prvním kole deváté nasazené Cvetaně Pironkovové. Společně s Evou Hrdinovou došla do čtvrtfinále čtyřhry. Následně se nekvalifikovala na turnaj v Madridu, když nestačila na Melanii Oudinovou. První kolo nezvládla ani ve Štrasburku, kde prohrála proti Japonce Misaki Doiové.
Na druhém grandslamu sezóny French Open 2013 vypadla v prvním kole, když podlehla Garbiñe Muguruzaové. Společně s Janou Čepelovou vypadly v prvním kole čtyřhry, když podlehly páru Tanasugarnová a Bratčikovová.
Travnatou sezónu zahájila na ITF turnaji v Nottinghamu, kde došla do finále, ve kterém podlehla Petře Martićové. Se svou sestrou Kristýnou vypadly v osmifinále čtyřhry. Na turnaji v Birminghamu vypadla v úvodním kole s Mirjanou Lučićovou Baroniovou. Poté se neprobojovala z kvalifikace na turnaji v Eastbourne, jelikož ji v posledním kole porazila její sestra Kristýna Plíšková.
Ve Wimbledonu 2013 poprvé v kariéře přešla přes úvodní kolo grandslamu, když vyřadila v prvním kole třináctou nasazenou Rusku Naděždu Petrovovou. Ve druhém kole ji ovšem porazila soupeřka z nedávného finálového zápasu v Nottinghamu Petra Martićová. Společně s Maríou Teresou Torrovou Florovou vypadly v prvním kole čtyřhry, když nestačily na pár Jelena Vesninová a Jekatěrina Makarovová. Z turnaje v italském Palermu odešla po prohře v prvním kole s Dinah Pfizenmaierovou. Se svou sestrou Kristýnou poté ve čtyřhře došly do svého prvního finále kariéry, když v semifinále porazily obhájkyně titulu Renatu Voráčovou a Barboru Záhlavovou-Strýcovou. V souboji o titul nestačily na první nasazený pár Kristina Mladenovicová a Katarzyna Piterová.

### 2016: Finalistka US Open, vítězka Cincinnati Masters a průnik do Top10

#### Australská část sezóny

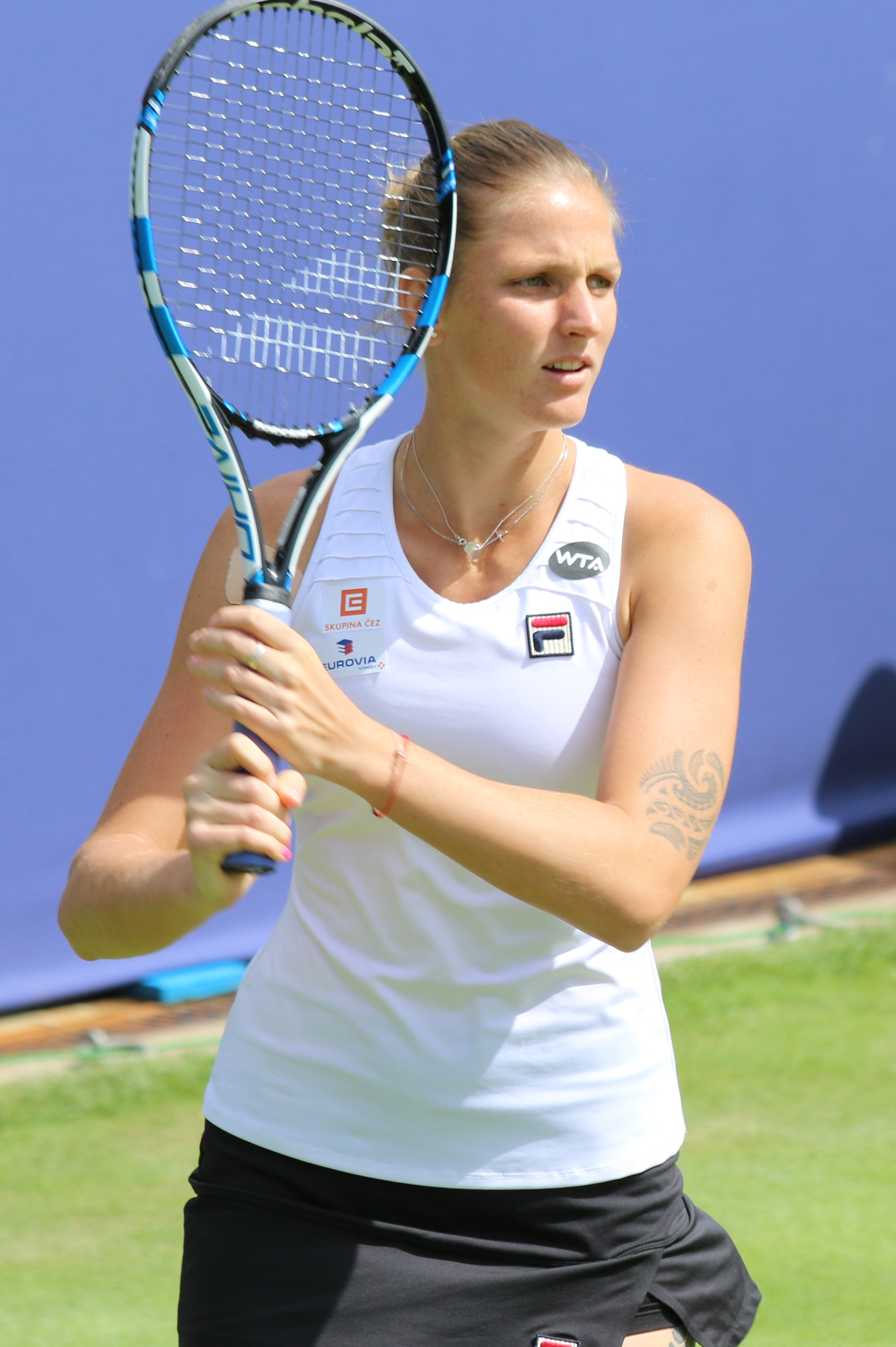
Na AEGON Classic v Birminghamu dohrála v úvodním kole

Sezónu rozehrála jako česká reprezentantka na Hopmanově poháru, kde byl jejím spoluhráčem Jiří Veselý. Singlových výher dosáhla nad Australankou Jarmilou Wolfeovou a Američankou Victorií Duvalovou, naopak neuspěla proti Ukrajince Elině Svitolinové. V základní skupině A skončila Česká republika na 2. místě, první nepostupové pozici do finále.
Premiérovou událostí WTA se stal lednový Apia International Sydney, na němž vyřadila Anu Ivanovićovou i Anastasija Pavljučenkovou, aby ji ve čtvrtfinále zastavila rumunská světová dvojka Simona Halepová. Melbournský Australian Open znamenal postup do třetího kola přes Australanku Kimberly Birrellovou a svou deblovou partnerku Julii Görgesovou, které tak oplatila rok starou porážku v témže kole stejného grandslamu. V roli deváté nasazené však poté nenašla recept na ruskou turnajovou jednadvacítku Jekatěrinu Makarovovou, jíž odebrala jen pět gamů. Na začátku února nastoupila jako týmová dvojka do úvodního klužského kola Světové skupiny Fed Cupu proti Rumunsku, kde po čtyřech předešlých prohrách poprvé v kariéře zdolala Simonu Halepovou, aby v nedělním programu zvítězila nad Monicou Niculescuovou. Češky postoupily do semifinále po výhře 3:2 na zápasy.

#### Arabské a první americké turnaje
Na Dubai Tennis Championships přijížděla obhajovat finálové body, ale ve svém zahajovacím utkání dohrála na raketě Američanky Coco Vandewegheové. Svůj úvodní zápas nezvládla ani na Qatar Total Open, kde byla nad její síly Ruska Margarita Gasparjanová. Po volném losu vstoupila do březnového BNP Paribas Open v Indian Wells vítězné, když vyřadila Shelby Rogersovou, podruhé v roce Anu Ivanovićovou i Britku, hrající v dosud její nejlepší sezóně, Johannu Kontaovou. Čtvrtfinále zvládla proti ruské hráčce Darje Kasatkinové, aby ji mezi poslední čtveřicí zastavila ve třísetovém duelu pozdější vítězka a třináctá nasazená Běloruska Viktoria Azarenková. Výpadek přišel na navazujícím Miami Open, kde po volném losu nestačila na Maďarku Timeu Babosovou.

#### Antuková sezóna
Antukovou sezónu zahájila na halovém Porsche Tennis Grand Prix ve Stuttgartu, kde na úvod přehrála krajanku Lucii Šafářovou ve třech setech a posléze opět Srbku Ivanovićovou. Ve třetí fázi jí však stopku vystavila nejvýše nasazená Polka Agnieszka Radwańská. Česká událost J&T Banka Prague Open ve Stromovce znamenala cestu do semifinále, během níž na její raketě zůstaly Stefanie Vögeleová, Kateřina Siniaková a Camila Giorgiová. V semifinále ji čerstvou prohru oplatila Lucie Šafářová.
Ve druhém kole Mutua Madrid Open opustila turnaj po vyřazení od Američanky Madison Keysové a římský Internazionali BNL d'Italia porážkou v úvodní fázi od Kasatkinové. Antukovou část zakončila na French Open, kde v prvním kole podlehla 108. hráčce žebříčku Shelby Rogersové.

#### Singlový a deblový titul na trávě

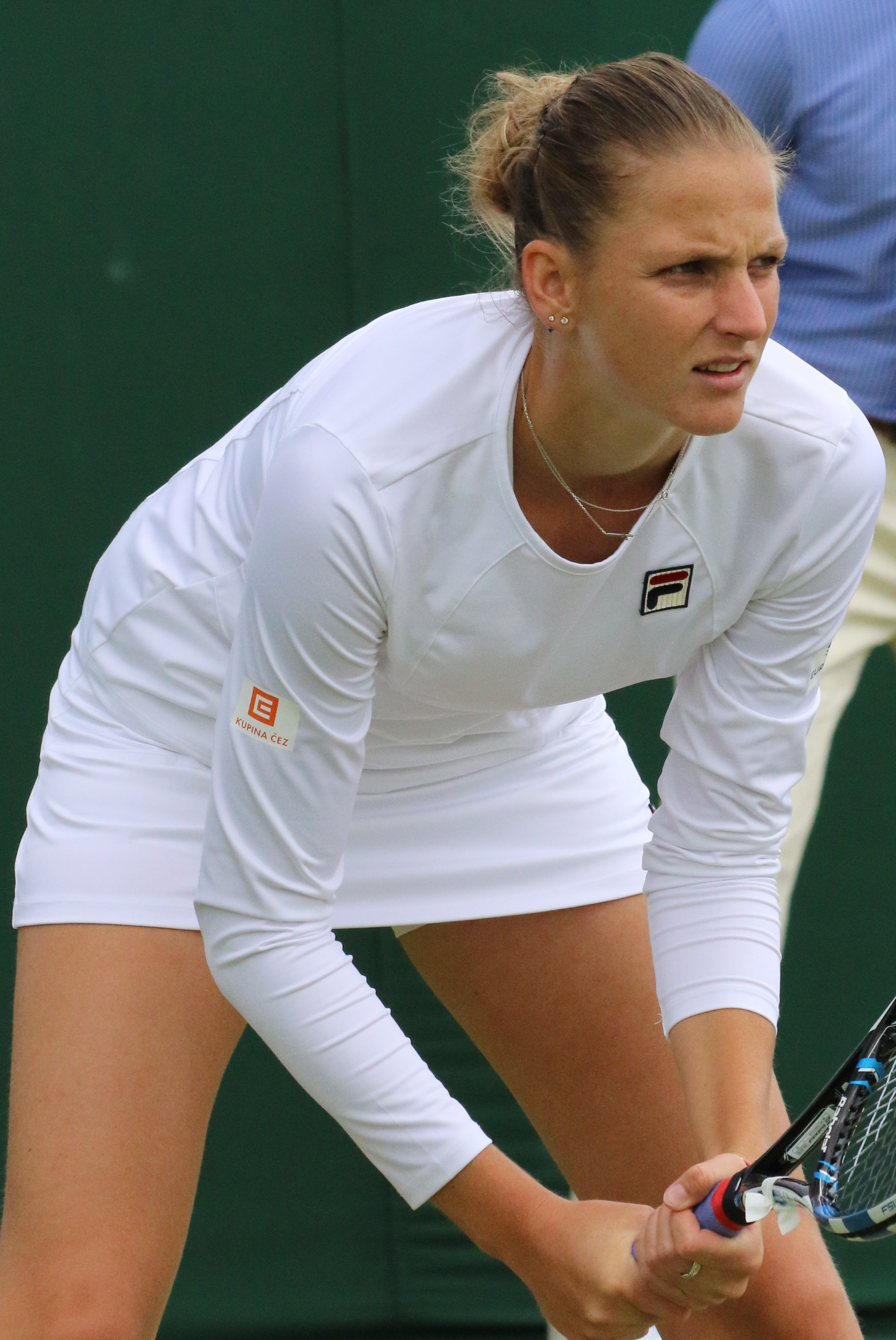
Příprava na podání soupeřky ve Wimbledonu 2016, kde prohrála ve druhém kole

Zlepšení formy přišlo s přechodem na trávu, když premiérový titul sezóny, i první z travnatých dvorců, vybojovala na AEGON Open Nottingham. Cestou pavoukem postupně zdolala Lotyšku Anastasiji Sevastovovou, která ji jako jediná odebrala set, Američanku Annu Tatišviliovou, Australanku Ashleigh Bartyovou až po zvládnutých tiebreacích, a v semifinále čtvrtou nasazenou Portoričanku Mónicu Puigovou. V boji o titul pak zdolala Američanku Alison Riskeovou po dvousetovém průběhu 7–6 a 7–5. První kolo AEGON Classic v Birminghamu však znamenalo porážku od krajanky a pozdější finalistky Barbory Strýcové. Spolu však nastoupily do deblové soutěže, kterou vyhrály. Ve finále zdolaly americko-ruskou dvojici Vania Kingová a Alla Kudrjavcevová výsledkem 6–3, 7–6 a Plíšková si připsala pátý titul ze čtyřhry.
Do dalšího finálového klání postoupila na červnovém AEGON International v Eastbourne, do nějž vstupovala z pozice turnajové desítky. Ve čtvrtfinále si poradila s Ruskou Jelenou Vesninovou a do boje o titul přešla přes Kontaovou, když otočila nepříznivý vývoj ztráty úvodního setu. V závěrečném zápasu však byla nad její síly dvanáctá nasazená Dominika Cibulková, jíž podlehla po dvousetovém průběhu. Se Slovenkou tak prohrála i druhý vzájemný zápas a ve finále turnaje kategorie Premier neuspěla ani na čtvrtý pokus. Konečnou fází wimbledonského grandslamu se stalo druhé kolo. Po výhře nad Belgičankou Yaninou Wickmayerovou nenašla recept na japonskou hráčku Misaki Doiovou .

#### Letní americká sezóna
Letní sezónu na amerických betonech zahájila na montréalském Rogers Cupu, kde na její raketě skončily Kateryna Bondarenková i Sara Erraniová, jež však před zápasem odstoupila. Následně podlehla pozdější šampionce Simoně Halepové. Z olympijského turnaje v Riu de Janeiru se omluvila pro riziko nákazy virem zika. První kariérní trofej z kategorie WTA Premier dosáhla na cincinnatském Western & Southern Open, hraném v úrovni Premier 5. V roli turnajové patnáctky ve čtvrtfinále zdolala sedmou nasazenou Světlanu Kuzněcovovou. V závěrečných dvou zápasech na ni každá z hráček uhrála jen čtyři gamy. Světová čtyřka Garbiñe Muguruzaová v semifinále a druhá tenistka klasifikace Angelique Kerberová v boji o titul trvajícím 62 minut, čímž oddálila nástup Němky do čela světového žebříčku. Poměr vzájemných zápasů proti ní snížila na 3–4. Po turnaji se posunula na 11. místo a poprvé v kariéře se stala českou ženskou jedničkou, když druhé Kvitové patřila patnáctá příčka. Díky finálové výhře Plíškové tak mohla odcházející světová jednička Serena Williamsová vyrovnat Grafové rekord open éry v počtu 186 týdnů na čele žebříčku bez přerušení, a to o týden později na US Open.

#### Finalistka US Open
Při svých předchozích 17 grandslamových účastech Plíšková nikdy nepostoupila do druhého hracího týdne, tj. byla vyřazena před branami osmifinále. Na cestě do finále US Open ztratila pouze jediný set.

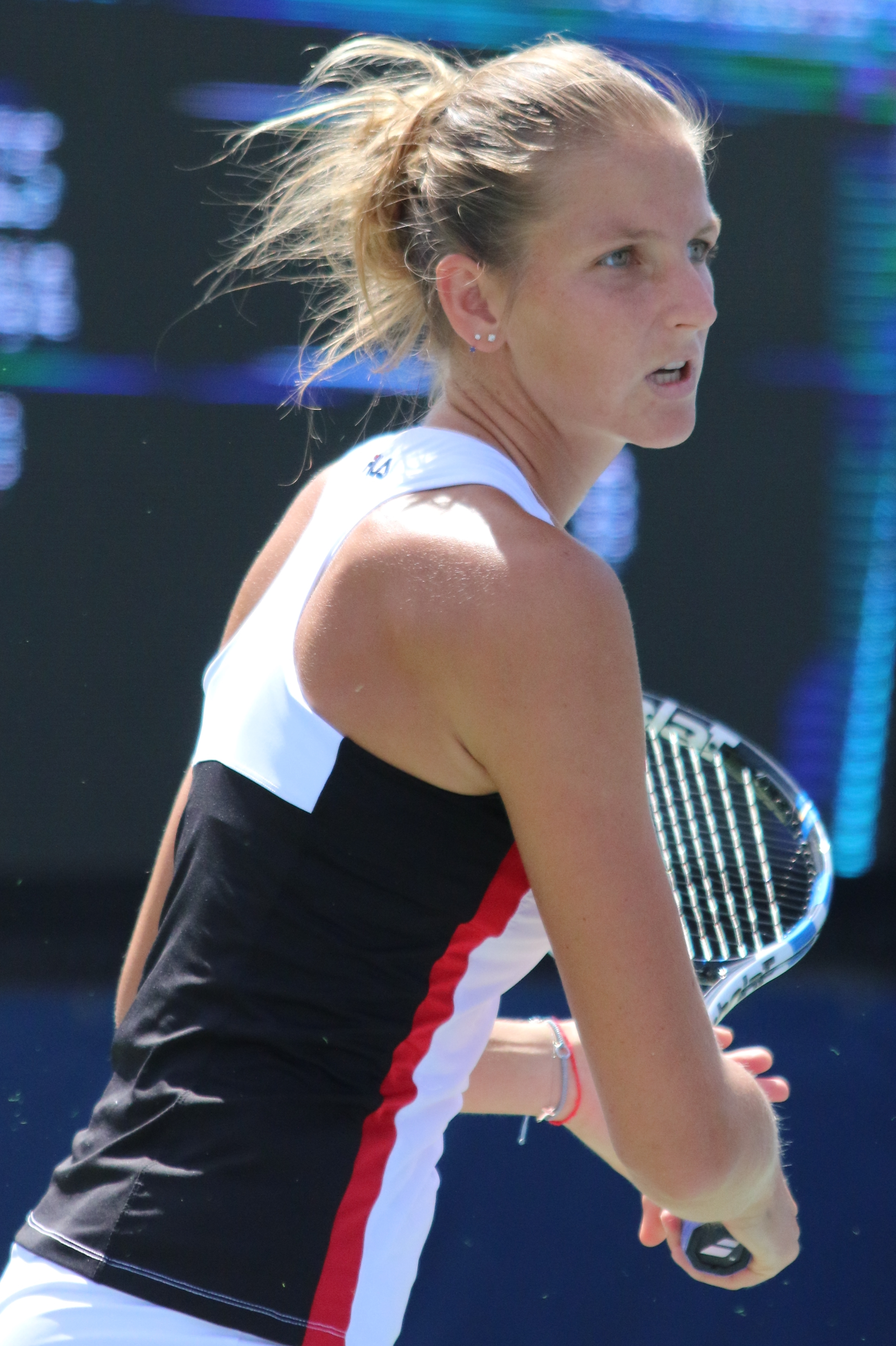
První grandslamové finále
si zahrála na US Open

Na úvod přehrála Američanku startující na divokou kartu Sofii Keninovou. Ve druhém kole zdolala paraguayskou kvalifikantku a grandslamovou debutantku Montserrat Gonzálezovou. Následně na ni uhrála jen šest gamů sedmnáctá nasazená Ruska Anastasija Pavljučenkovová, a tak Plíšková poprvé v kariéře pronikla do čtvrtého kola grandslamu. V něm svedla napínavý třísetový souboj proti americké turnajové šestce a dvojnásobné šampionce US Open Venus Williamsové. Ve třetí sadě za stavu her 4–5 odvrátila na servisu mečbol, přesně umístěným nabíhaným bekhendovým volejem k postranní čáře. Naopak tři mečbolové příležitosti v řadě si sama vypracovala při vedení 6–5 a 40:0, ale nedokázala je zužitkovat. Musel tak přijít rozhodující tiebreak, v němž triumfovala poměrem míčů 7:3. Postupem získala jistotu návratu do elitní světové desítky.
Mezi poslední osmičkou hráček zdolala překvapení turnaje, 18letou Chorvatku Anu Konjuhovou, jíž patřilo 92. místo žebříčku. Teenagerka jí v každé sadě odebrala pouhé dva gamy. V celém úvodním dějství Češka na servisu ztratila jen jedinou výměnu míčků. V semifinále dokázala poprvé v kariéře vyřadit úřadující světovou jedničku a šestinásobnou vítězku US Open Serenu Williamsovou, jejíž bilance výher proti českým tenistkám po duelu činila 44–3. V úvodním setu trvajícím 26 minut prolomila Američance dvakrát podání a nečelila žádnému brejkbolu. Druhá sada se hrála přesně jednu hodinu a měla vyrovnaný průběh. Na začátku Češka odskočila do vedení 3–1, aby vzápětí ztratila servis čistou hrou a po dalším gamu bylo srovnáno na 3–3. Za stavu 5–5 obdržela Plíšková od rozhodčího varování za nedovolené koučování, v důsledku nevhodného chování trenéra. Ve zkrácené hře pak získala první tři míče, ale další čtyři ztratila. Poměr se opět otočil, když si vypracovala vedení 6:5. Americká favoritka hrozbu prvního mečbolu nezvládla a zápas zakončila dvojchybou. Plíšková se stala teprve osmou hráčkou na okruhu WTA Tour, čtvrtou na grandslamu a třetí na US Open, která dokázala na jediném turnaji porazit obě sestry Venus a Serenu Williamsovy.
V třísetovém finále proti nastupující světové jedničce Angelique Kerberové ztratila úvodní sadu, avšak ziskem druhé sady si vynutila rozhodující dějství. V něm šla po zisku brejku do vedení 3–1 na gamy, ale náskok pak ztratila. Za stavu 4–5 na servisu se ocitla pod tlakem nutnosti vyrovnat. Poprvé však na podání nevyhrála žádnou výměnu a utkání trvající 2.07 hodin ztratila čistou hrou zakončenou její nevynucenou chybou z forhendu. Po turnaji v New Yorku se posunula na nové kariérní maximum, když jí patřilo 6. místo na žebříčku WTA.

#### Podzimní asijská část

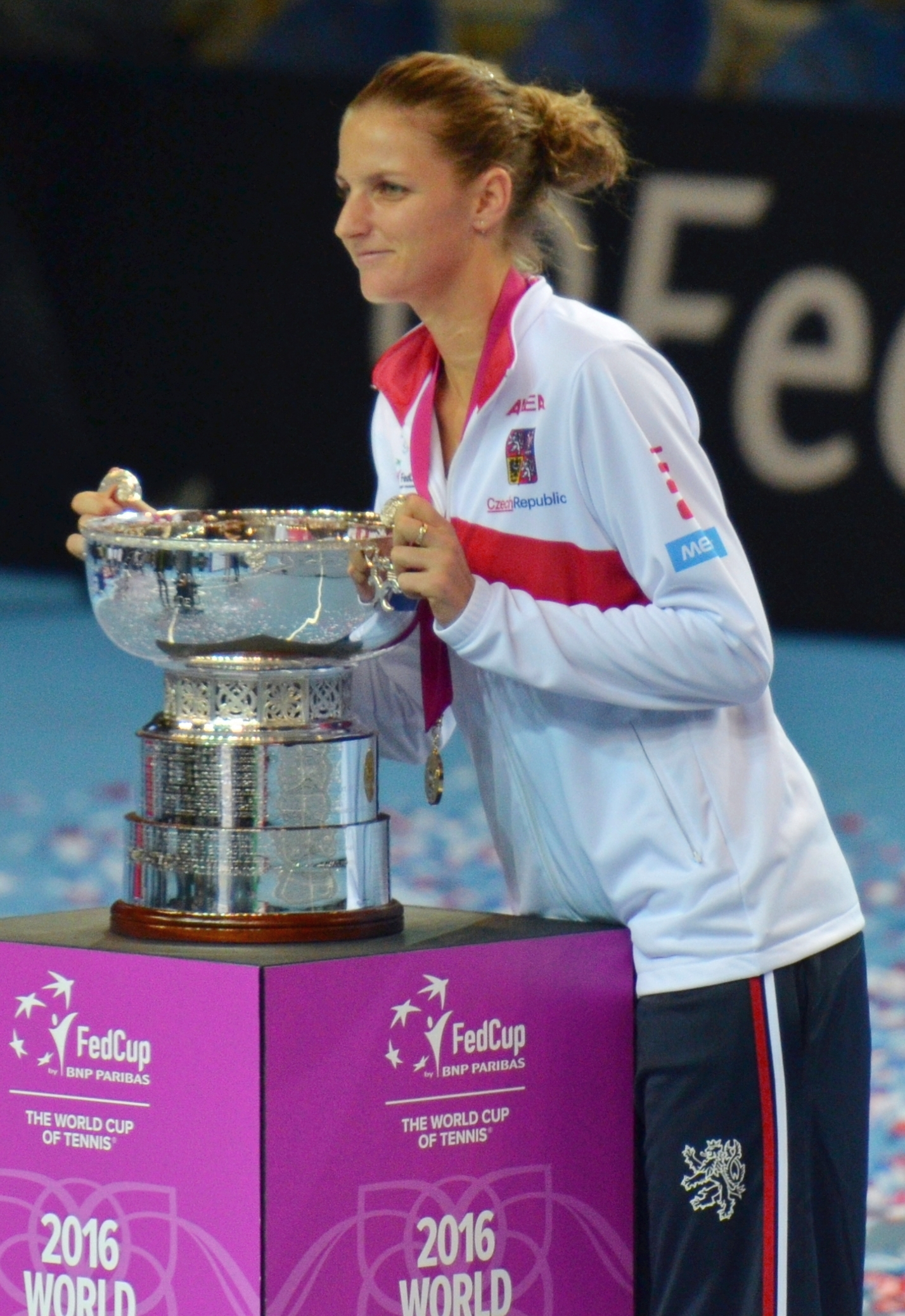
S pohárem pro vítězky Fed Cupu 2016 po štrasburském finále, v němž jako jednička českého týmu odehrála tři zápasy

V září přijela na tokijský Toray Pan Pacific Open jako třetí nasazená. Po volném losu však nestačila na běloruskou kvalifikantku Aljaksandru Sasnovičovou. Navazující Wuhan Open znamenal druhou sezónní výhru nad Šafářovou a vyřazení ve třetím kole s pozdější finalistkou Dominikou Cibulkovou. V pavouku silně obsazeného China Open v Pekingu opět na úvod zdolala Šafářovou. Po vítězství nad Kasatkinovou dohrála ve třetí fázi s Britkou Kontaovou, až po ztrátě tiebreaku rozhodující sady. Dne 4. října se poprvé kvalifikovala na závěrečný Turnaj mistryň v Singapuru, do něhož jako jediná účastnice zasáhla v singlové, a po boku Němky Julie Görgesové, i deblové soutěži. V bílé základní skupině dvouhry podlehla Agnieszce Radwańské a Světlaně Kuzněcovové, když o vítězce rozhodla až zkrácená hra rozhodující sady. Výhru si připsala nad Garbiñe Muguruzaovou, což znamenalo konečné třetí místo. S Görgesovou podlehly ve čtvrtfinále čtyřhry nejvýše nasazeným Francouzkám Caroline Garciaové a Kristině Mladenovicové.
Šampionka turnaje mistryň Dominika Cibulková ji v konečném žebříčku WTA odsunula z páté na 6. příčku.

#### Druhá trofej ve Fed Cupu
V roli týmové jedničky a světové šestky vedla Češky do štrasburského finále Fed Cupu proti Francii. Druhý listopadový víkend rozehrála první duel proti dvojce Kristině Mladenovicové. Jeden z nejdelších zápasů rozhodla až závěrečná sada poměrem gamů 16:14 ve prospěch Plíškové. Jednalo se nejdelší set dosavadní historie finále Fed Cupu a druhý nejdelší rozhodující set v historii soutěže od roku 1963. Utkání skončilo po 3.48 hodinách, což znamenalo překonání rekordu nejdelšího zápasu historie českého týmu, hraného 3.03 hodin, stejně tak i zdolání rekordní délky 3.06 hodin v rámci francouzské reprezentace. V nedělní úvodní dvouhře nestačila na Caroline Garciaovou po třísetovém průběhu. Za stavu 2:2 na zápasy nastoupila s Barborou Strýcovou k duelu proti nejlepší světové dvojici Garciaová a Mladenovicová, s níž prohrála po boku Görgesové o týden dříve na Turnaji mistryň. Češky zvládly koncovky obou setů a po výhře 7–5 a 7–5 obhájily fedcupovou trofej.

### 2017: Tři singlové tituly a světová jednička ve dvouhře

#### Trofeje na Brisbane International a Qatar Open
Sezónu rozehrála v jejím úvodním týdnu na Brisbane International. Cestou soutěží postupně vyřadila Julii Putincevovou, americkou kvalifikantku Asii Muhammadovou, Italku Robertu Vinciovou a v semifinále ukrajinskou hráčku Elinu Svitolinovou. Jako třetí nasazená byla proti Francouzce Alizé Cornetové ve finále favoritkou, což potvrdila vítězstvím po hladkém dvousetovém průběhu. Na okruhu WTA Tour si připsala sedmé turnajové vítězství. V následném vydání žebříčku z 9. ledna 2017 se vrátila na kariérní maximum, když figurovala na 5. místě.
Melbournské Australian Open znamenalo čtvrtfinálovou účast. V úvodních dvou kolech na po dvou gamech uhrály Španělka Sara Sorribesová Tormová a ruská kvalifikantka Anna Blinkovová. Naopak s Lotyškou Jeļenou Ostapenkovou svedla vyrovnaný třísetový boj, který ve svůj prospěch rozhodla až v závěru poslední sady poměrem 10–8, ačkoli v ní prohrávala 2–5 na gamy. Ve čtvrtém kole ji nezastavila ani dvacátá druhá nasazená Aastralanka Darja Gavrilovová, aby ji poté vyřadila Chorvatka Mirjana Lučićová Baroniová ve třech setech. Bodový zisk lounskou rodačku poprvé v kariéře katapultoval na 3. příčku světové klasifikace. Po Navrátilové, Mandlíkové, Novotné a Kvitové se tak stala pátou Češkou patřící do první světové trojky.
V únoru vedla český tým do ostravského čtvrtfinále světové skupiny Fed Cupu proti Španělsku. Bez ztráty sady zdolala dvojku týmu Laru Arruabarrenovou a v neděli i členku elitní světové desítky Garbiñe Muguruzaovou. Češky postoupily do semifinále po výhře 3:2 na zápasy.

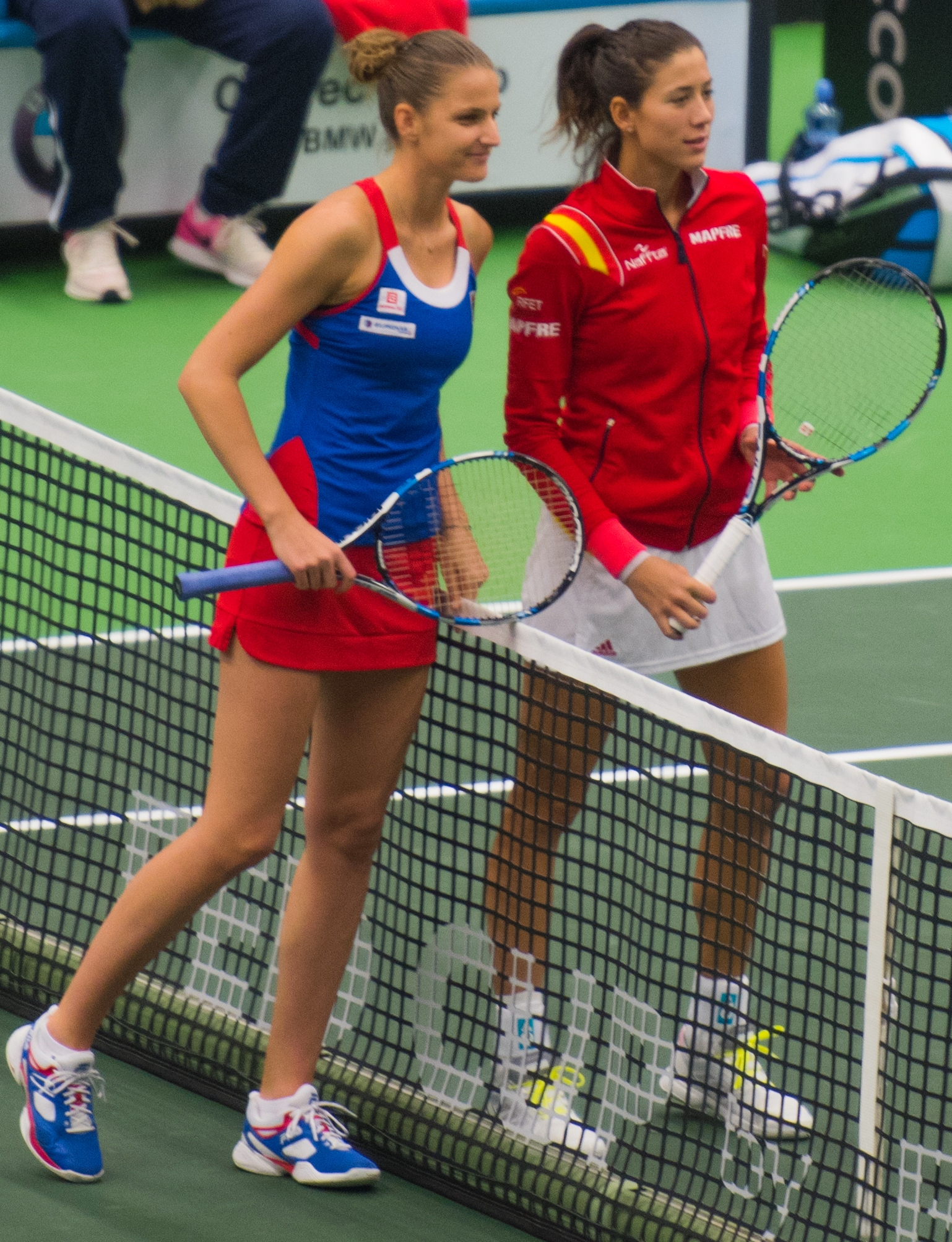
Karolína Plíšková a Garbiñe Muguruzaová v zápase světového čtvrtfinále Fed Cupu 2017, který Češka vyhrála

Následoval dauhaský Qatar Total Open, na němž po volném losu oplatila porážku Caroline Garciaové za listopadové fedcupové finále. Pro dešťovou prodlevu pak nastoupila ke dvěma zápasům během jednoho dne. Bez potíží přešla přes Číňanku Čang Šuaj a zvládla i semifinále se světovou pětkou Dominikou Cibulkovou ve třech sadách. Během utkání vytvořila nový osobní rekord v počtu zahraných es, když jich – jako dvě sezóny nejlepší hráčka okruhu ve statistice es – nastřílela dvacet jedna. V závěrečném duelu na ni nenašla recept ani nenasazená Dánka Caroline Wozniacká, čímž si připsala vůbec první vítězství nad bývalou světovou jedničkou, když s těmito hráčkami odešla předtím třikrát poražena a na túře WTA tak dosáhla na osmou trofej. Navazující Dubai Tennis Championships znamenal vyřazení ve druhé fázi, když podlehla Francouzce Kristině Mladenovicové.
První ze dvou velkých březnových turnajů z kategorie Premier Mandatory, BNP Paribas Open v Indian Wells, rozehrála utkáním doprovázeného řadou chyb proti portorické olympijské vítězce Mónice Puigové. Po výhře pokračovala na vítězné vlně s Rumunkou Irinou-Camelií Beguovou. V závěru šesté hry osmifinálové fáze jí skrečovala zápas Švýcarka Timea Bacsinszká. Následně zvládla tiebreakové koncovky obou setů proti Muguruzaové, čímž si zajistila postup mezi poslední čtveřici hráček. Před branami finále však odešla poražena od osmé nasazené Rusky Světlany Kuzněcovové, opět ve dvou zkrácených hrách, které skončily stejným poměrem, jakým o kolo dříve porazila Španělku. Do semifinále se probojovala i na Miami Open, když na její raketě postupně dohrály americká kvalifikantka Madison Brengleová, Kazaška Julia Putincevová, krajanka Barbora Strýcová a Mirjana Lučićová Baroniová, než ji necelý měsíc starou finálovou prohru oplatila Caroline Wozniacká.

#### Semifinalistka French Open
Nevýrazný vstup do antukové části sezóny prožila na halovém Porsche Tennis Grand Prix ve Stuttgartu, aby po vyřazení Coco Vandewegheové přijíždějící z floridského fedcupového čtvrtfinále proti Češkám, ve čtvrtfinále podlehla pozdější překvapivé šampionce turnaje Lauře Siegemundové, startující na divokou kartu. V roli nejvýše nasazené skončila již v úvodním kole J&T Banka Prague Open, když ji zdolala Italka Camila Giorgiová. Mezi poslední osmičku se podívala na římském Internazionali BNL d'Italia, kde zvládla utkání s Američankou Lauren Davisovou i Timeou Bacsinszkou, nikoli už však s jedenáctou ženou žebříčku a pozdější vítězkou Elinou Svitolinovou, která ji porazila podruhé v kariéře a po šňůře pěti vzájemných proher. V případě výhry nad Ukrajinkou se mohla poprvé stát světovou dvojkou. V následném vydání žebříčku však na druhou Serenu Williamsovou ztrácela pouze 10 bodů.
Do pařížského grandslamu French Open vstoupila jako druhá nasazená vzhledem k absenci těhotné světové dvojky Sereny Williamsové a poprvé na něm překročila brány druhého kola. Na její raketě postupně dohrály Číňanka Čeng Saj-saj, Ruska Jekatěrina Alexandrovová i Němka Carina Witthöftová. V osmifinále ji vyzvala paraguayská antukářka a 97. hráčka žebříčku Verónica Cepedeová Roygová, s níž se ocitla na prahu vyřazení. V rozhodujícím setu soupeřka nevyužila brejkbol na vedení gamů 5–3. Naopak v další hře ztratila vlastní servis, což se ukázalo být klíčem k postupu Plíškové do čtvrtfinále. V něm zdolala první nasazenou soupeřku, francouzskou dvojku a turnajovou osmadvacítku Caroline Garciaovou po zvládnutých koncovkách obou setů. V duelu trvajícím 1.51 hodin využila dvě ze šesti brejkových příležitostí, zatímco Francouzka jednu ze tří. Jeden vítězný zápas ji tak dělil od postu světové jedničky ve dvouhře žen. V semifinále však za dvě hodiny podlehla světové čtyřce Simoně Halepové, která navýšila aktivní vzájemnou bilanci na 5–1. Svůj výkon přesto zhodnotila jako jeden z nejlepších na antuce, které v celé kariéře odehrála.

#### Trofej z travnatého turnaje v Eastbourne

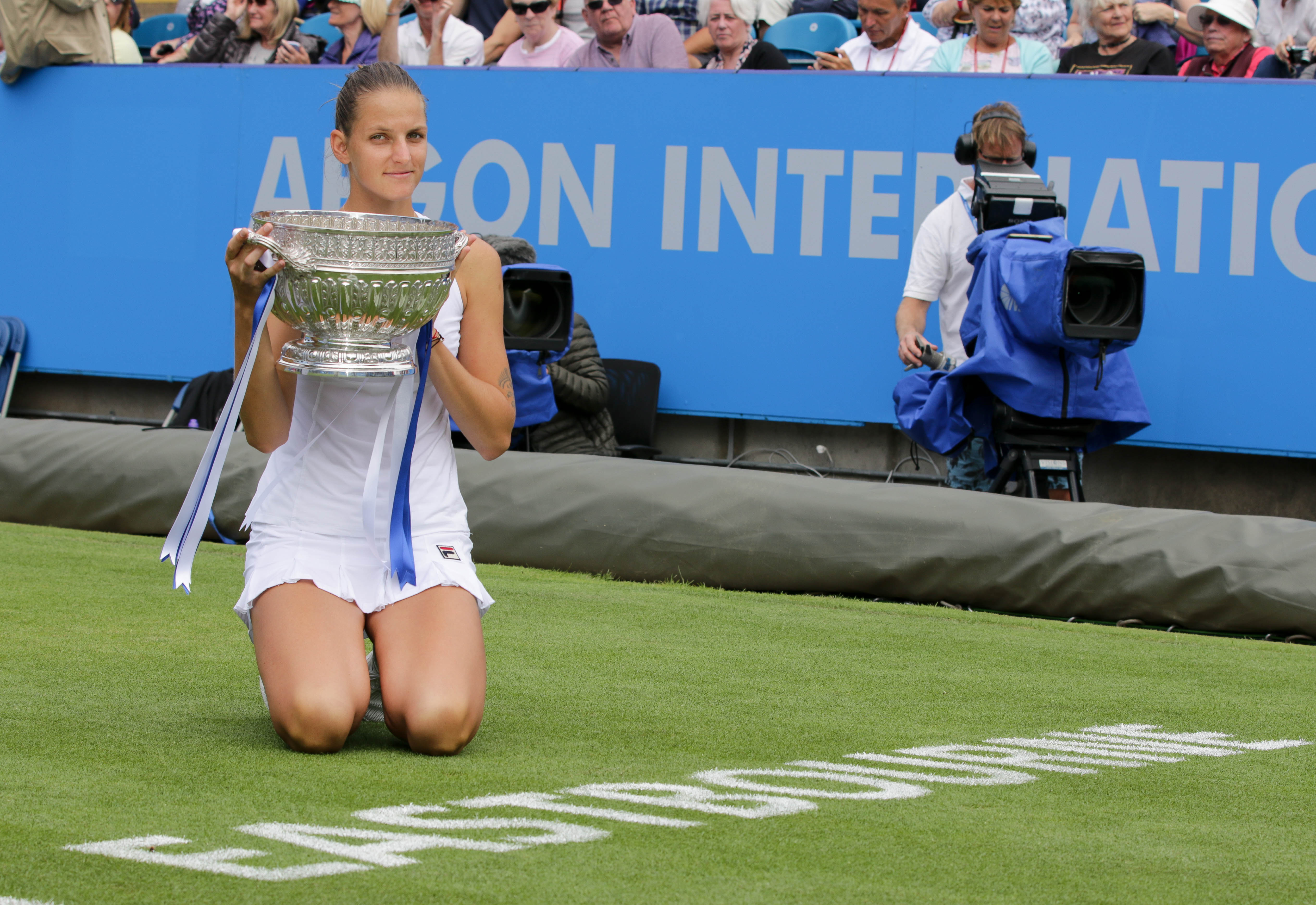
Z eastbournského AEGON International si odvezla 9. titul na okruhu WTA Tour

Jako světová trojka zavítala na přelomu června a července na travnatý AEGON International do Eastbourne, kde po volném losu zvládla dvousetové duely s Američankou Alison Riskeovou i Číňankou Pcheng Šuaj. Ve čtvrtfinále ji nezastavila sedmá nasazená Světlana Kuzněcovová, když doháněla ztrátu těsně ztraceného úvodního setu v tiebreaku. Do finále pak prošla bez boje po odstoupení Britky Johanny Kontaové. V závěrečném utkání zdolala dánskou turnajovou šestku Caroline Wozniackou po dvousetovém průběhu. Snížila tak pasivní poměr vzájemných zápasů na 2–4 a připsala si devátý singlový titul na okruhu WTA Tour. Třicátým šestým vyhraným zápasem v probíhající sezóně se vyhoupla do čela průběžné statistiky vítězných utkání mezi všemi tenistkami okruhu, stejně tak i na první místo žebříčku WTA Race pro účast na Turnaji mistryň. Poslední českou šampionkou v Eastbourne se před ní stala Jana Novotná, která v roce 1998 následně ovládla i Wimbledon.

#### První česká světová jednička ve dvouhře žen
Ve Wimbledonu plnila roli třetí nasazené. V úvodním kole přehrála Rusku Jevgeniji Rodinovou. Následně však nezvládla roli favoritky proti Slovence Magdaléně Rybárikové, figurující na 87. místě žebříčku, přestože získala první sadu a ve druhé měla za stavu 3–2 výhodu prolomeného podání. Třísetovou porážkou tak popáté vypadla ve druhém kole londýnského grandslamu, když do té doby nikdy nepostoupila dále.
Přes časné vyřazení z Wimbledonu si v následném vydání žebříčku WTA zajistila posun na pozici světové jedničky, když úřadující první hráčka Kerberová vypadla před finále a Halepová nepostoupila do semifinále, přestože Rumunku od této fáze dělily dva míče v tiebreaku druhé sady čtvrtfinále proti Kontaové. Plíšková se tak 17. července 2017 stala první českou jedničkou v ženském singlu a historicky dvacátou třetí v pořadí. Během 12měsíční kumulace bodů Češka vyhrála čtyři turnaje, dosáhla finále a semifinále na Grand Slamu, dvě semifinále kategorie Premier Mandatory a devětkrát porazila hráčky z elitní světové desítky. Od roku 2015 zahrála nejvyšší počet es na okruhu. Martina Navrátilová na čele klasifikace reprezentovala Spojené státy americké.

#### US Open Series
Torontský Rogers Cup v první polovině srpna se stal prvním turnajem, do něhož zasáhla v pozici světové jedničky. Po volném losu události US Open Series vyřadila Rusku Anastasiji Pavljučenkovou bez ztráty sady a v rozhodujícím setu třetího kola jí skrečovala Japonka Naomi Ósakaová. Ve čtvrtfinále pak podlehla šesté ženě pořadí Caroline Wozniacké, jež otočila nepříznivý průběh třetí sady ze stavu 2–4 ziskem čtyř posledních her. Porážku Dánce oplatila následující týden na cincinnatském Western & Southern Open, kde se obě opět střetly mezi poslední osmičkou hráček. Češka, startující jako obhájkyně titulu, v předcházejících duelech přehrála Rusku Natalju Vichljancevovou a Italku Camilu Giorgiovou, která jí odebrala jeden set. V semifinále však po šňůře šesti vzájemných výher nad Garbiñe Muguruzaovou Španělce podlehla, když soupeřka proměnila pátý mečbol. Snížila tím pasivní zápasovou bilanci na 2–6. Češka se v 80minutovém utkání dopustila 28 nevynucených chyb na 17 vítězných úderů. K porážce uvedla: „Dnes jsem nepředvedla nejlepší výkon, postrádala jsem energii. Tři zápasy během necelých 24 hodin se na mně podepsaly.“ Na turnaji se ocitla v ohrožení pádu z čela žebříčku, ale semifinálové body jí zaručily setrvání na postu světové jedničky.

##### US Open
Na newyorský US Open přijížděla jako nasazená jednička a na grandslamu startovala poprvé v roli světové jedničky. Aby mohla pomýšlet na setrvání v čele klasifikace, musela obhájit finálovou účast, i když i ta jí nezaručovala setrvání na vrcholu žebříčku. V úvodním kole si hladce poradila s polskou hráčkou Magdou Linetteovou ve dvou setech. Ve druhém kole potřebovala k vítězství nad kvalifikantkou Nicole Gibbsovou tři sety. Další třísetovou bitvu zažila ve třetím kole s dvacátou sedmou nasazenou Číňankou Čang Šuaj. Dokonce musela odvrátit mečbol soupeřky, ale zápas otočila a zvítězila v něm. Čtvrté kolo bylo pro ni poměrně lehkým úkolem. Plíšková povolila své soupeřce Jennifer Bradyové pouze jeden gem a za čtyřicet pět minut slavila postup do čtvrtfinále. Ve čtvrtfinále ovšem nestačila na další domácí hráčku Coco Vandewegheovou, se kterou prohrála ve dvou setech.
Bodový zisk za čtvrtfinálovou účast znamenal ztrátu postu světové jedničky, na kterém strávila osm týdnů, a pád na čtvrtou příčku. V následném vydání z 11. září ji vystřídala nová hráčka na této pozici, Španělka Garbiñe Muguruzaová.

#### Asijská část roku
Na asijský kontinent přijela v druhé polovině září na tokijský Toray Pan Pacific Open jako turnajová dvojka a čtvrtá hráčka žebříčku. Po volném losu dovolila uhrát jen tři gamy polské kvalifikantce Magdě Linetteové. Ve čtvrtfinále však nezvládla koncovky obou setů se sedmou nasazenou Angelique Kerberovou. V navazujícím týdnu si zopakovala čtvrtfinálovou účast na čínském Wuhan Open z kategorie Premier 5, kde přešla přes Čang Šuaj a Wang Čchiang, aby ji poté za 2.31 hodin vyřadila Australanka Ashleigh Bartyová po vyrovnaném třísetovém průběhu, když proměnila čtvrtý mečbol. Lounská rodačka ztratila druhou i třetí sadu v tiebreaku. Navazující China Open v Pekingu přinesl dvousetové vyřazení ve třetím kole od Rumunky Sorana Cîrsteaové.

#### Turnaj mistryň
Na závěrečnou singapurskou událost roku WTA Finals se kvalifikovala na konci září 2017 jako třetí v pořadí. Ze základní skupiny, po výhrách nad Američankou Venus Williamsovou i světovou dvojkou Garbiñe Muguruzaovou a hladké závěrečné prohře od Jeļeny Ostapenkové, postoupila z první příčky do semifinále. V něm však odešla poražena od pozdější vítězky Caroline Wozniacké z Dánska. Úvodní set trvající 81 minut přinesl dlouhý tiebreak v poměru míčů 11:9, v němž Dánka vedla již 6:1. Pět setbolů v řadě však Češka odvrátila a šňůrou šesti míčů se ujala vedení 7:6. Následně Plíšková sama nevyužila pět setbolů a sadu prohrála po proměnění sedmého setbolu Dánky.
Sezónu tak poprvé zakončila na 4. místě a opět v ní dosáhla nejvyššího počtu 452 es a třetího nejvyššího počtu 69 odehraných zápasů.

### 2018: Tituly ve Stuttgartu a Tokiu
Sezónu otevřela semifinálovou účastí na Brisbane International, kde ji porážku z téže fáze předchozí sezóny oplatila pozdější šampionka Elina Svitolinová. Čtvrtfinálovou účast z roku 2017 zopakovala na Australian Open, kde podlehla světové jedničce Simoně Halepové.
Na Arabském poloostrově nejdříve dohrála jako obhájkyně ve třetím kole Qatar Total Open na raketě kvalifikantky Catherine Bellisové a poté mezi poslední osmičkou hráček s Angelique Kerberovou ve dvouhře Dubai Tennis Championships. Obě březnové události Premier Mandatory, BNP Paribas Open a Miami Open, opustila ve čtvrtfinále, když v prvním případě podlehla Naomi Ósakaové a ve druhém Viktorii Azarenkové. První sezónní titul vybojovala na antukovém Porsche Tennis Grand Prix po finálové výhře nad Coco Vandewegheovou, které oplatila porážku z předchozího ročníku. V semifinále Mutua Madrid Open nenašla účinnou taktiku na pozdější šampionku Petru Kvitovou, s níž prohrála i potřetí v kariéře. Římský Internazionali BNL d'Italia opustila ve druhém kole porážkou od Marie Sakkariové. V závěru zápasu učinila hlavní rozhodčí kontroverzní rozhodnutí v neprospěch Plíškové, která po dohrání poškodila raketou umpire a poté obdržela pokutu. Na French Open nejdříve přehrála Barboru Krejčíkovou a Lucii Šafářovou, aby ji ve třetím utkání rychle vyřadila Maria Šarapovová. Do travnaté části roku vstoupila prohrou v prvním kole birminghamského Nature Valley Classic s pozdější finalistkou Magdalénou Rybárikovou. Zlepšený výkon následoval během Nature Valley International v Eastbourne, kde nenašla recept na Arynu Sabalenkovou až ve čtvrtfinále. Wimbledonská dvouhra znamenala přerušení série pěti porážek ve druhých kolech a postup do osmifinále. V něm soutěž opustila po nezvládnutém duelu s Kiki Bertensovou.
Letní túra US Open Series přinesla Češce časná vyřazení ve druhých zápasech, jak na kanadském Rogers Cupu, tak i cincinnatském Western & Southern Open. V prvním případě podlehla Bertensové a poté Sabalenkové. Stopku v úvodní fázi Connecticut Open jí vystavila Jekatěrina Makarovová, na níž uhrála jen čtyři hry. Zlepšení se dostavilo na newyorském US Open, kde po výhře nad Ashleigh Bartyovou postoupila do čtvrtfinále. V něm ji dva roky starou prohru oplatila Serena Williamsová. V asijské části pak vybojovala druhou sezónní trofej na tokijském Toray Pan Pacific Open. Ve finále ukončila 10zápasovou neporazitelnost čerstvé šampionky z US Open Naomi Ósakaové a vystřídala ji na 7. příčce žebříčku. Jak ve druhém kole Wuhan Open, tak i ve třetím pekingského China Open dohrála na raketě Wang Čchiang. Další finálové účasti dosáhla na Tianjin Open. Z bitvy o titul však odešla poražena od Caroline Garciaové, jež vyrovnala vzájemnou bilanci na 3–3. Po volném losu na Kremlin Cupu utržila hladkou prohru od 164. hráčky žebříčku Věry Zvonarevové, která po sedmi letech zdolala členku elitní desítky. Vzhledem k vyřazení Bertensové v témže kole si zajistila start na Turnaji mistryň.
Potřetí v řadě zavítala na singapurský WTA Finals, kde obsadila druhé místo bílé základní skupiny. Porazila v ní Wozniackou i Kvitovou a podlehla Svitolinové. V semifinále proti Američance Sloane Stephensové prohospodařila vedení 6–0, 2–0 a 40:15 při svém podání a druhý rok za sebou dohrála v této fázi soutěže.

### 2019: Tituly v Brisbane, Římě, Eastbourne a Čeng-čou, semifinalistka Australian Open
Sezónu zahájila ziskem svého dvanáctého titulu WTA na Brisbane International, kde jako pátá nasazená ve finále zvítězila nad Ukrajinkou Lesjou Curenkovou. Soupeřka přitom v závěru druhé sady podávala na vítězství v utkání, ale česká hráčka si ztracené podání vzala zpět a průběh následně otočila. Poprvé vybojovala druhou trofej z jediného turnaje, když v Brisbane triumfovala již v roce 2017. Posun na 7. příčku žebříčku před Kvitovou znamenal, že se opět na jeden týden stala českou jedničkou. Po odhlášení ze Sydney International zavítala na Australian Open, kde v předchozích dvou letech vypadla ve čtvrtfinále. Ve třetím kole přehrála Italku Camilu Giorgiovou a ve čtvrtém osmnáctou nasazenou Garbiñe Muguruzaovou. Čtvrtfinále proti sedminásobné šampionce Sereně Williamsové provázely dva obraty v průběhu utkání. Po zisku úvodní sady prolomila v polovině druhé servis Američanky a mířila za vítězstvím. Ta si jej však hned v dalším gamu vzala zpět a druhé dějství poté vyhrála. Na dvorci pak Williamsová dominovala do stavu her 5–1 ve třetím setu, kdy si na podání vypracovala mečbol. Při prvním servisu do dvorce jí však byla zahlášena chyba nohou. Při returnu druhého podání Plíšková odvrátila konec a následně snížila na 2–5. Nastartovala tak stíhací jízdu, během níž za stavu 4–5 zachránila další tři mečboly. Šňůrou šesti gamů utkání otočila a po proměněném třetím mečbolu poprvé v Melbourne Parku prošla do semifinále. Williamsová výkon Češky ocenila slovy: „Karolína od stavu 1:5, 30-40 hrála famózně. Něco podobného jsem nikdy neviděla. To mi může trochu ulehčit … Myslím, že prostě hrála jako z partesu. Trefovala lajny. Při mečbolech předvedla snad svůj nejlepší tenis v životě“. Mezi poslední čtveřicí podlehla japonské světové čtyřce Naomi Ósakaové, která praktikovala agresivní hru s přesně umisťovanými míči. Na vítězné míče 21letá Japonka vyhrála výrazným rozdílem 56–20, rovněž tak na esa 15–3. Naopak Plíšková se dopustila méně nevynucených chyb a v třísetovém utkání vyhrála o jedenáct výměn méně.
V únorovém čtvrtfinále Světové skupiny Fed Cupu proti Rumunsku porazila Mihaelu Buzărnescuovou a podlehla Simoně Halepové. Češky prohrály 2:3 na zápasy a poprvé od roku 2008 nepostoupily do semifinále. Na Dubai Tennis Championships postoupila po výhře nad Američankou Alison Riskovou do čtvrtfinále, v němž přes zisk úvodní sady s Tchajwankou Sie Šu-wej utkání nezvládla. V téže fázi dohrála na BNP Paribas Open v Indian Wells, kde prohrála se Švýcarkou Belindou Bencicovou. Navazující Miami Open pro ni znamenal druhé sezónní finále. V semifinále oplatila čerstvou prohru světové dvojce Halepové. V boji o titul ji pak přehrála dvanáctá nasazená Australanka Ashleigh Bartyová ve dvou setech. Bodový zisk Češku posunul na 4. příčku.
Antukovou část roku zahájila obhajobou trofeje na stuttgartském Porsche Tennis Grand Prix. V úvodním zápase utržila porážku od Viktorie Azarenkové. Na J&T Banka Prague Open měla plnit roli turnajové jedničky. Před zahájením se však odhlásila pro nespecifikované virové onemocnění a přibližně měsíc trvající bolesti. Startovala tak až o týden později na Mutua Madrid Open. V úvodním kole zdolala Ukrajinku Dajanu Jastremskou, ale poté ji vyřadila další ukrajinská hráčka Kateryna Kozlovová. Z květnového Internazionali BNL d'Italia v Římě si odvezla první antukovou trofej z kategorie Premier 5 a celkově třináctou v kariéře. Mezi poslední osmičkou tenistek vrátila porážku Azarenkové. Do finále se probojovala přes řeckou kvalifikantku Marii Sakkariovou. V závěrečném duelu zdolala 28letou Britku z páté světové desítky Johannu Kontaovou ve dvou sadách. Aktivní poměr vzájemných zápasů navýšila na 6–1. Po skončení se posunula na 2. příčku žebříčku WTA. Na French Open útočila na pozici světové jedničky, kterou se mohla stát v případě postupu do finále. Roli jedné z favoritek a druhé nasazené však nezvládla porážkou ve třetím kole s chorvatskou turnajovou jedenatřicítkou Petrou Martićovou.
Travnatou část zahájila na birminghamském Nature Valley Classic. Ve druhém kole svedla vyrovnaný boj s dvojčetem a stou dvanáctou hráčkou světa Kristýnou Plíškovou. Jednalo se o vůbec první zápas jednovaječných dvojčat v historii hlavních soutěží okruhu WTA Tour. Sestry celkově odehrály osmý vzájemný duel ve dvouhře. Kristýna Plíšková vítězstvím vyrovnala poměr na 4–4. O dva týdny později si Karolína Plíšková připsala čtrnáctou kariérní trofej a třetí z trávy, když ovládla eastbournský Nature Valley International, kde triumfovala již v roce 2017. Na její raketě postupně dohrály Margarita Gasparjanová, Elise Mertensová, Jekatěrina Alexandrovová a v semifinále světová čtyřka Kiki Bertensová. Ve finále pak zdolala pátou ženu klasifikace Angelique Kerberovou po dvousetovém průběhu. V celém turnaji neztratila set a soupeřky na ni uhrály jen devatenáct gamů. Do Wimbledonu přijela jako třetí nasazená. Po výhře nad olympijskou šampionkou z Ria Mónicou Puigovou postoupila do třetího kola. V něm jí první set na turnaji odebrala tchajwanská turnajová osmadvacítka Sie Šu-wej, ale po zvládnuté koncovce čtvrtým kolem vyrovnala rok staré maximum. V osmifinálové bitvě podlehla krajance a šedesáté osmé hráčce žebříčku Karolíně Muchové poměrem gamů 13–11 v rozhodující sadě. Jednalo se o nejdelší ženský zápas ročníku, trvající 3.18 hodiny. Plíšková v jeho závěru dvakrát podávala na vítězství, ale vždy o servis přišla.
Ve čtvrtfinále dohrála na Rogers Cupu a Western & Southern Open, když ji nejdříve zastavila Kanaďanka Bianca Andreescuová a poté Světlana Kuzněcovová. Přes Tunisanku Ons Džabúrovou se probojovala do čtvrtého kola US Open, v němž nezvládla závěr rozhodující sady s Britkou Johannou Kontaovou. V září si odvezla trofej ze Zhengzhou Open, hraném v čínském Čeng-čou. Ve finálovém duelu zdolala chorvatskou turnajovou sedmičku Petru Martićovou po dvousetovém průběhu. Poprvé v kariéře tak získala čtyři trofeje v rámci kalendářního roku. Na pozici světové dvojky po skončení ztrácela méně než bodů na vedoucí Bartyovou. Navazující Wuhan Open přinesl osmifinálovou porážku od Ukrajinky Dajany Jastremské. Pekingský China Open znamenal třísetovou porážku v úvodním duelu s Ostapenkovou. Na Turnaji mistryň, WTA Finals poprvé hraném v Šen-čenu, postoupila po výhře nad Halepovou, skreči Andreescuové a porážce od Svitolinové potřetí v řadě do semifinále. V něm podlehla světové jedničce Ashleigh Bartyové, přestože získala první set.
V sezóně odehrála tři deblové turnaje s Julií Görgesovou. Na BNP Paribas Open, Internazionali BNL d'Italia i Rogers Cupu však skončily v úvodních kolech. Následně vytvořila dvojici se sestrou Kristýnou Plíškovou. Na cincinnatském Western & Southern Open postoupily do semifinále po výhře nad třetím nasazeným párem Siniaková a Krejčíková. Následně však podlehly Klepaćové s Hradeckou. Mezi poslední čtveřicí dvojic skončily i na soulském Korea Open a v téže fázi vypadly na pekingském China Open.
Poprvé sezónu zakončila jako světová dvojka za vedoucí hráčkou žebříčku Ashleigh Bartyovou.

### 2020: Obhájení trofeje v Brisbane a smíšené výkony
Do sezóny vstoupila lednovým Brisbane International, kde po volném losu porazila Australanku Ajlu Tomljanovićovou a světovou devatenáctku Alison Riskeovou. Ve vyrovnaném třísetovém semifinále pak přehrála čtvrtou hráčku žebříčku Naomi Ósakaovou, jíž ve druhém setu za stavu 5–6 odvrátila mečbol. Ve finále zvítězila nad 24letou americkou světovou třináctkou Madison Keysovou po třísetovém průběhu. Poprvé v kariéře tak obhájila trofej a v Brisbane se stala první trojnásobnou šampionkou. Na grandslamovém Australian Open plnila roli druhé nasazené. V úvodním kole zdolala Francouzku Kristinu Mladenovicovou a poté Němku Lauru Siegemundovou. Ve třetí fázi poprvé podlehla ruské světové třicítce Anastasiji Pavljučenkovové, s níž šest předchozích duelů vyhrála.
Únorový Dubai Tennis Championships opět přinesl hladký postup přes Mladenovicovou a čtvrtfinálovou porážku od 19leté devatenácté hráčky žebříčku Jeleny Rybakinové z Kazachstánu. Na navazujícím Qatar Total Open ji ve třetím kole zastavila Tunisanka Ons Džabúrová ve třech setech. Následovalo pětiměsíční přerušení sezóny pro pandemii covidu-19, během něhož figurovala na třetím místě zmrazené klasifikace WTA.
Prvním turnajem po obnovení okruhu se pro ni stal srpnový Western & Southern Open. Jako nejvýše nasazená obdržela volný los do druhého kola, v němž nenašla recept na Veroniku Kuděrmetovovou z konce první padesátky. Podruhé v kariéře tak Ruska porazila členku elitní světové pětky. V úvodní sadě Češka ztratila vedení gemů 4–1. V téže fázi skončila na US Open. Podruhé na grandslamu hrála z pozice turnajové jedničky. Nejdříve uštědřila „kanára“ Ukrajince Anhelině Kalininové. Poté však nezvládla dvousetový souboj s padesátou ženou žebříčku Caroline Garciaovou. Římský Internazionali BNL d'Italia, přesunutý na září, znamenal postup do finále přes členky první dvacítky Elise Mertensovou a Markétu Vondroušovou. Trofej však neobhájila po finálové skreči proti světové dvojce Simoně Halepové. Za stavu 0–6 a 1–2 ukončila utkání pro bolest přitahovače levého stehna. Do French Open vstoupila třísetovou výhrou nad 172. hráčkou klasifikace a na grandslamu debutující egyptskou kvalifikantkou Majar Šarífovovou. Poté ji vyřadila lotyšská šampionka z roku 2017 Jeļena Ostapenková, které na žebříčku patřila 43. příčka. Závěrečný turnaj zkrácené sezóny odehrála na dodatečně zařazeném J&T Banka Ostrava Open v kategorii Premier. V roli druhé nasazené ji po volném losu podruhé v roce zdolala ruská kvalifikantka Veronika Kuděrmetovová, když nevyužila zisk úvodního setu a prolomené podání na počátku druhého dějství.

### 2021: Pokračující kolísavé výsledky, wimbledonská finalistka a pátá účast na Turnaji mistryň v řadě
Sezónu otevřela jediným lednovým turnajem Abu Dhabi WTA Women’s Tennis Open v arabském Abú Zabí. Po výhře nad šťastnou poraženou z kvalifikace, Řekyní Despinou Papamichailovou z konce třetí světové stovky, nestačila na další kvalifikantku a 292. hráčku žebříčku Anastasiji Gasanovovou. S níže postavenou soupeřkou naposledy předtím prohrála v roce 2013. Ruska Gasanovová nastoupila ke své první dvouhře na okruhu WTA Tour a premiérově i proti soupeřce z první světové stovky.
V Melbourne Parku se zúčastnila nově zařazeného turnaje Yarra Valley Classic, hraného jako poslední příprava před australským grandslamem. Ve druhém kole si poradila s Italkou Elisabettou Cocciarettovou z druhé světové stovky. Poté ale nezvládla oba tiebreaky proti Američance Danielle Collinsové, figurující na konci první padesátky žebříčku. Navazující Australian Open, probíhající v témže areálu, přineslo úvodní výhru nad Italkou Jasminou Paoliniovou, a odčinění týden staré porážky vítězstvím nad Collinsovou. Poprvé od nejdelšího utkání ve Wimbledonu 2019, v němž podlehla Karolíně Muchové, čelila stejné soupeřce ve třetím melbournském kole. Po ztrátě úvodní sady si Plíšková vypracovala vedení 5–0 na gemy. Poměr setů však nesrovnala, když ztratila sedm her v řadě. Nevyužila v nich dva setboly. Posedmé za sebou tak na grandslamu skončila před branami čtvrtfinále.

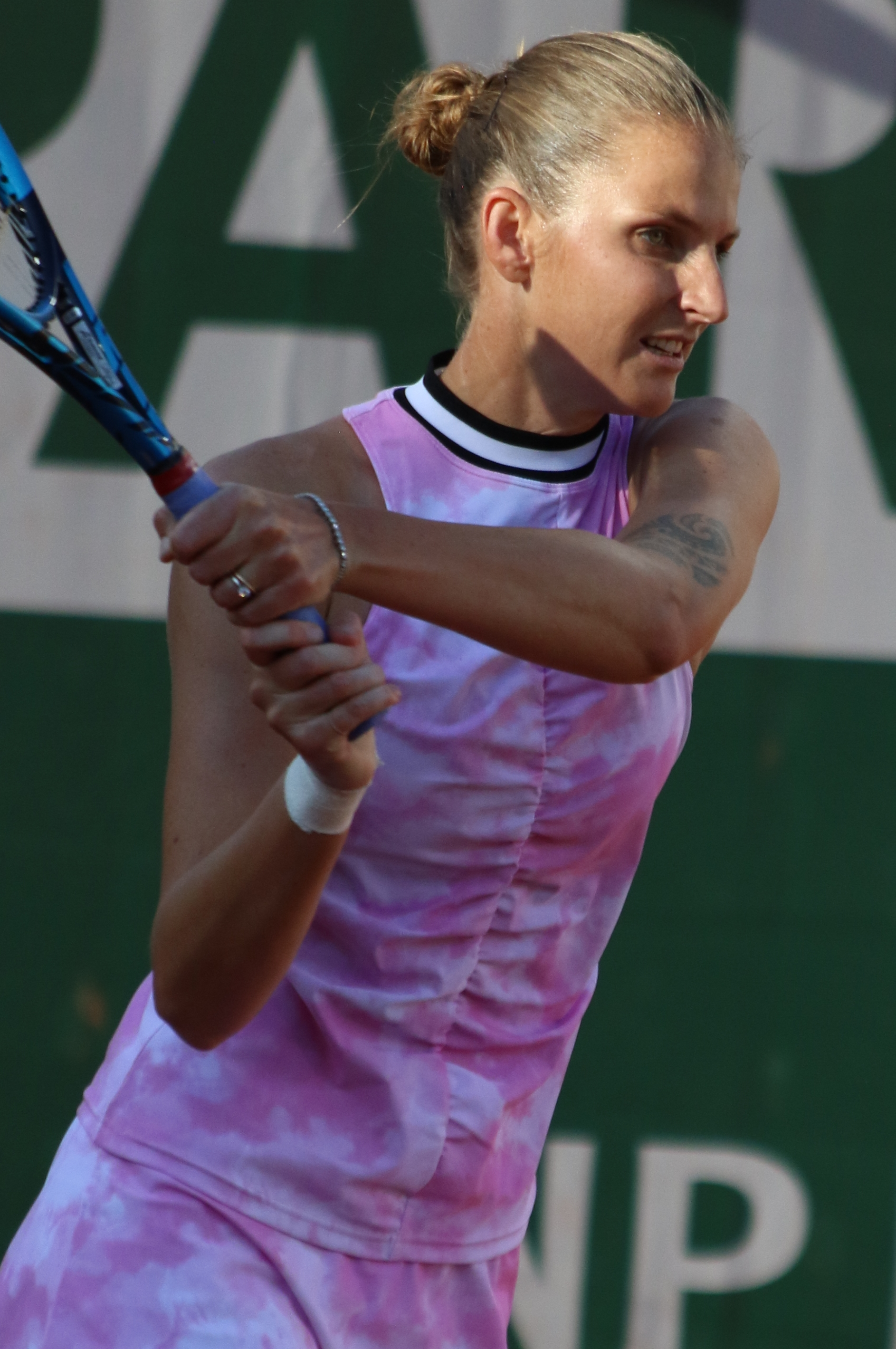
Bekhhend na French Open

Nepřesvědčivé výsledky zaznamenala i na turnajích na Arabském poloostrově. Na Qatar Total Open sice ve druhém kole oplatila porážku z osmifinále předcházejícího ročníku Ons Džabúrové, kterou udolala poměrem 7–5 ve třetím setu. Ve čtvrtfinále však utrpěla hladkou prohru od americké kvalifikantky Jessiky Pegulaové, která jí za necelou hodinu hry povolila pouze čtyři gamy. Na turnaji kategorie WTA 1000 v Dubaji proti Anastasiji Sevastovové mohla ve druhém kole zvítězit bez ztráty setu, dobře rozehranou druhou sadu sice ztratila, aby nakonec utkání dovedla do vítězného konce. V osmifinále zaznamenala po týdnu druhý debakl od Pegulaové, když tentokrát na Američanku uhrála jen dvě hry. Potřetí v řadě se obě utkaly ve třetím kole Miami Open. Česká tenistka sice rychle prohrávala 1–6 a 1–4, díky zlepšené hře však dokázala stav setů vyrovnat. Ve třetím setu sahala za stavu 4–2 a 40:30 po vítězství, následující čtyři hry a tím celý zápas ovšem ztratila. Plíšková kvůli neobhájeným bodům za finálovou účast z roku 2019 klesla na 9. místo klasifikace.
Zlepšenou formou se prezentovala na úvodním antukovém turnaji roku ve Porsche Tennis Grand Prix ve Stuttgartu, když po třísetových výhrách nad šťastnou poraženou Tamarou Korpatschovou a hráčkou s divokou kartou Ostapenkovou postoupila do čtvrtfinále. Podruhé v sezóně dokázala na turnaji zvítězit více než jednou. V rozhodující sadě čtvrtfinále proti světové jedničce Ashleigh Bartyové podávala za stavu 5–4 na vítězství, ale nakonec set ztratila poměrem 5–7. Navazující Mutua Madrid Open opustila již ve druhém kole, kde jí Anastasija Pavljučenkovová nadělila „kanára“. Vůbec poprvé tak během jedné sezóny WTA prohrála dva zápasy poměrem setů 0–6. Na římském Internazionali BNL d'Italia dokázala poprvé v sezóně vyhrát více než dvě utkání, když přešla přes Sevastovovou a Zvonarevovou. Ve čtvrtfinále se ocitla na pokraji vyřazení proti Lotyšce Ostapenkové, jíž odvrátila tři mečboly. V semifinále poprvé mimo tvrdý povrch přehrála Martićovou a třetí rok v řadě postoupila do římského finále. V zápase s polskou úřadující vítězkou Roland Garros Igou Świątekovou však nedokázala vyhrát ani jeden game a odešla poražena poměrem dvakrát 0–6. V celém utkání získala jenom třináct výměn a v prvním setu pouhé čtyři. V následném vydání klasifikace WTA si pohoršila na desáté místo, když se před ni dostala právě Świąteková. V prvním kole French Open porazila Chorvatku Donnu Vekićovou, když lépe zvládla koncovky obou setů. Ve druhém kole ji ale vyřadila nenasazená Sloane Stephensová. Plíšková popáté v řadě na grandslamu nepostoupila přes třetí kolo.
Na berlínském bett1open zaznamenala čtvrtou sezónní porážku od Pegulaové a v Eastbourne ji vyřadila italská kvalifikantka Camila Giorgiová. Neobhájení bodů za triumf z roku 2019 znamenalo, že Plíšková 28. června 2021 opustila první světovou desítku žebříčku WTA, ve které od září 2016 strávila 230 týdnů v řadě. To představovalo 18. nejdelší takovou sérii od zavedení klasifikace v roce 1975 a druhé nejdelší období aktivních tenistek za Simonou Halepovou.
Do Wimbledonu přijížděla bez jediné výhry na přípravných travnatých událostech. Podruhé na grandslamu přesto postoupila až do finále. Na úvod přehrála semifinalistku pařížského grandslamu Tamaru Zidanšekovou, podruhé za poslední měsíc Vekićovou a ve třetím kole Češku Terezu Martincovou, čímž přerušila téměř dvouleté čekání na postup do druhého týdne majoru. Osmifinálovým vítězstvím nad Ljudmilou Samsonovovou zastavila 10zápasovou šňůru výher ruské tenistky na tomto povrchu a vylepšila své londýnské maximum. Zkompletovala tak sbírku čtvrtfinálových účastí na grandslamech. V této fázi přehrála překvapení turnaje, nenasazenou Švýcarku Viktoriji Golubicovou. V semifinále pak otočila zápas se světovou trojkou a turnajovou dvojkou Arynu Sabalenkovou z Běloruska. Poprvé od ledna 2020 zaznamenala výhru nad hráčkou z první světové desítky, respektive první takové vítězství na grandslamu od semifinále US Open 2016. Do finálového zápasu proti světové jedničce Ashleigh Bartyové vstoupila nervózně a první set jasně ztratila za 28 minut. Ve druhé sadě dokázala smazat ztrátu podání z úvodu a přestože Bartyová podávala za stavu na 6–5 na vítězství, získala jej Plíšková ve zkrácené hře. V rozhodujícím dějství opět rychle prohrávala 0–3. Závěrečný game zdramatizovala nevyužitým brejkbolem na příjmu. Australanka následně proměnila první mečbol a získala titul. Bodový zisk ji vrátil do první desítky, na sedmé místo žebříčku WTA.
Týden po grandslamu se odhlásila z druhého ročníku J&T Banka Ostrava Open pro zraněné zápěstí. Ve třetím kole přeloženého BNP Paribas Open v Indian Wells podlehla jako třetí žena žebříčku šťastné poražené Beatriz Haddad Maiové, která se stala první Brazilkou v historii, jež porazila členku elitní světové trojky. Popáté v řadě se kvalifikovala na WTA Finals v guadalajarském Panamerickém centru. Stala se tak nejzkušenější z osmi startujících, když šest z nich na Turnaji mistryň debutovalo. Ve skupině Teotihuacán zdolala Krejčíkovou i pozdější vítězku Muguruzaovou a podlehla Kontaveitové. Po Davenportové (2004) a Ivanovićové (2014) se stala třetí hráčkou od zavedení formátu základních skupin v roce 2003, která nepostoupila do semifinále, přestože skupinu zakončila s kladným poměrem zápasů 2–1. Z turnaje ji vyřadil horší poměr setů. Poprvé od sezóny 2012 tak na okruhu WTA Tour nezískala žádný titul. Přezdívku „esová královna“ potvrdila nejvyšším počtem 387 es zahraných v sezóně, a to během 52 zápasů.

### 2022: Herní výpadek po zranění a pokles formy
V polovině prosince 2021, během španělské přípravy na další sezónu, si při pádu v tělocvičně zlomila pravou vřetenní kost. Lednové a únorové události tak musela vynechat včetně Australian Open. Na grandslamu absentovala poprvé od US Open 2012, kdy neprošla kvalifikací. Na okruh se vrátila březnovým BNP Paribas Open v Indian Wells. Po volném losu nestačila na Černohorku Danku Kovinićovou z osmé světové desítky, přestože získala úvodní sadu a ve druhé již vedla 5–2 na gamy. Scénář časného vyřazení se zopakoval na navazujícím Miami Open, z něhož odjížděla poražena od kvalifikantky Anny Kalinské. V průběhu zápasu sedmkrát ztratila podání.

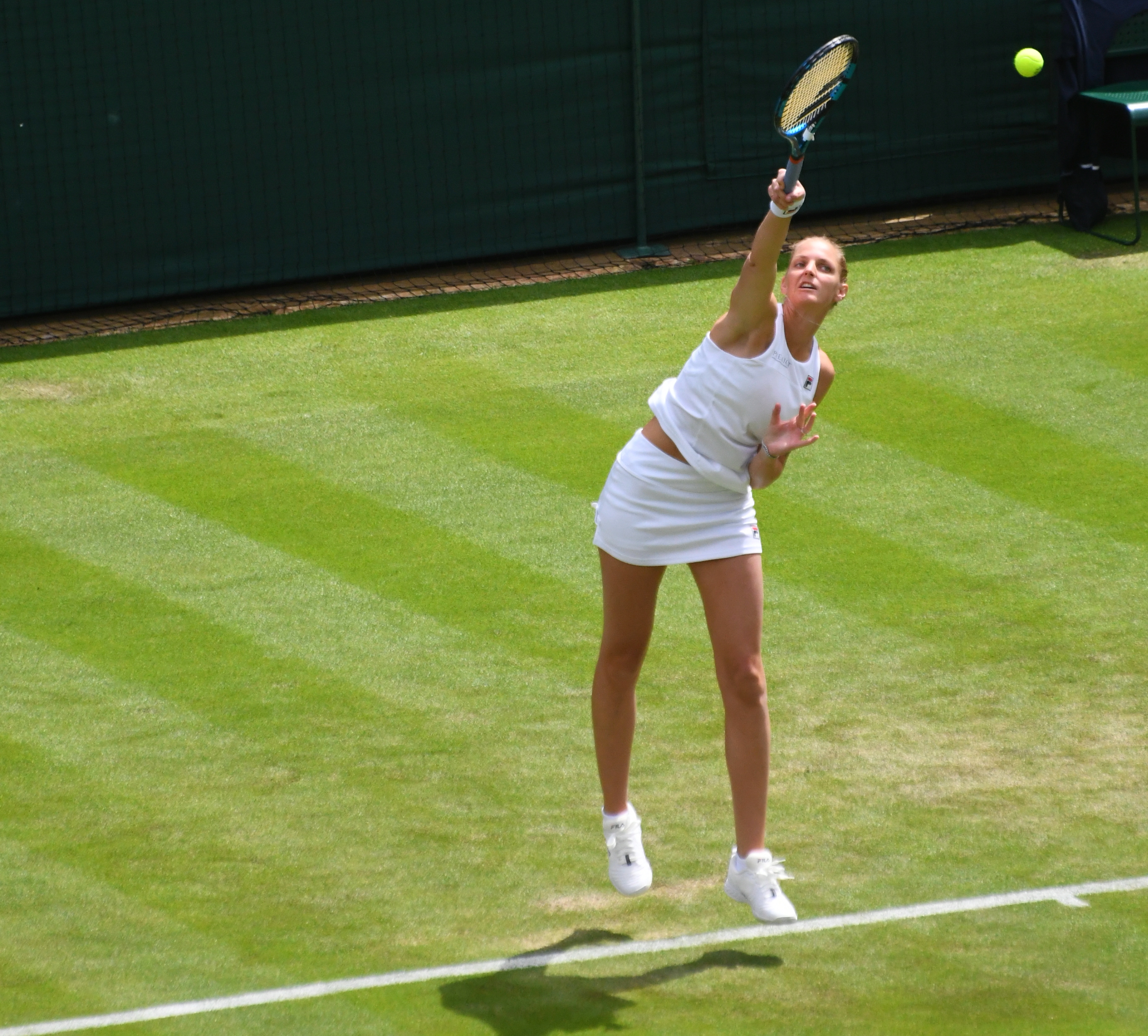
Ve druhém kole Wimbledonu ji v rozmezí týdne podruhé přehrála Katie Boulterová

První sezónní výhru si připsala na zelené antuce Credit One Charleston Open nad Ukrajinkou Katarinou Zavackou z třetí světové stovky. V utkání, kvůli dešti rozloženému do dvou dnů, se ocitla na prahu vyřazení, když po ztrátě úvodního dějství prohrávala ve druhém již 3–5. Šňůrou čtyř gamů si vynutila rozhodující sadu, jíž ovládla. Poté uhrála jen čtyři gamy na Jekatěrinu Alexandrovovou z šesté desítky žebříčku. Po přesunu na stuttgartský Porsche Tennis Grand Prix otočila průběh utkání dvou bývalých šampionek. Ve třetí sadě prohrávala s Petrou Kvitovou již 1–4 na gamy. Postup přesto vybojovala v tiebreaku. Pasivní bilanci vzájemných klání snížila na 2–3. Na úvod Mutua Madrid Open nenašla recept na světovou sedmasedmdesátku Marii Bouzkovou, která do hlavní soutěže prošla z kvalifikace. Rychlý konec následoval i na Internazionali BNL d'Italia po třísetové prohře se Švýcarkou Jil Teichmannovou z konce třicítky klasifikace, čímž ukončila sérii tří římských finále. Proti čerstvé semifinalistce z Madridu prohrála i druhý duel v kariéře. V sezóně utržila již šestou porážku z osmi odehraných zápasů. Do prvního semifinále od zranění postoupila na Internationaux de Strasbourg. Jako světová osmička plnila, po udělení divoké karty, roli nejvýše nasazené. Po výhrách nad Martou Kosťukovou, Bernardou Peraovou a Marynou Zanevskou její cestu soutěží ukončila 21letá Slovinka Kaja Juvanová. Na French Open odehrála dvě utkání proti Francouzkám, jimž museli organizátoři pro nízké žebříčkové postavení udělit divoké karty. Po ztrátě první sady s Tessah Andrianjafitrimovou přišla v dalším průběhu již jen o čtyři hry. Poté však nestačila na Léolii Jeanjeanovou debutující na okruhu WTA Tour. Jako 227. hráčka světa se Francouzka na Roland-Garros stala nejníže postavenou vítězkou zápasu s členkou první světové desítky od roku 1988, kdy 279. tenistka klasifikace Conchita Martínezová porazila Lori McNeilovou. Jednalo se teprve o její druhý zápas proti hráčce z Top 100.
Do wimbledonské přípravy vstoupila čtvrtfinálem na berlínském bett1open, kde porazila Kanepiovou i Andreescuovou. Stopku jí však vystavila 18letá světová třináctka Coco Gauffová poté, co v prvním setu nevyužila čtyři setboly za stavu 5–4. Rovněž na začátku druhého prolomila Američance podání. Soupeřka ale zareagovala rebrejkem a za stavu 4–4 získala servis Češky podruhé. Na britských ostrovech dvakrát podlehla člence druhé světové stovky, na divokou kartu hrající Britce Katie Boulterové. Nejdříve v otevíracím zápase Rothesay International Eastbourne a o týden později ve druhém kole Wimbledonu, kde předtím zdolala – jako o rok dříve – Terezu Martincovou. Porážky Britce oplatila na srpnovém Silicon Valley Classic v San José přes hladkou ztrátu úvodní sady a nutnou výhru v tiebreaku druhé. Ve druhé fázi nenašla recept na houževnatě hrající Američanku Amandu Anisimovovou. Již po Wimbledonu opustila první světovou desítku, pádem na 15. místo, a ukončila spolupráci s Bajinem, kterého nahradil Leoš Friedl. Torontský National Bank Open znamenal druhé sezónní semifinále. Jako obhájkyně finálové účasti a stále nejvýše postavená Češka porazila českou dvojku Barboru Krejčíkovou, s níž zvládla i čtvrtý vzájemný zápas. Poté oplatila týden starou prohru Anisimovové a vyřadila i čtvrtou ženu klasifikace Marii Sakkariovou. Popáté v řadě tak přehrála členku první světové pětky, čímž vytvořila nejdelší takovou sérii v kariéře. Z premiérového vzájemného duelu s čínskou teenagerkou Čeng Čchin-wen postoupila do semifinále. V něm její snažení ukončila světová čtyřiadvacítka Beatriz Haddad Maiová. Ve druhém setu přitom ztratila vedení gamů 5–2, a po záchraně mečbolu v tiebreaku v něm nevyužila setbol. Při druhé mečbolové hrozbě zakončila zkrácenou hru i duel dvojchybou.

### 2023: Čtvrtfinále Australian Open a další herní propad

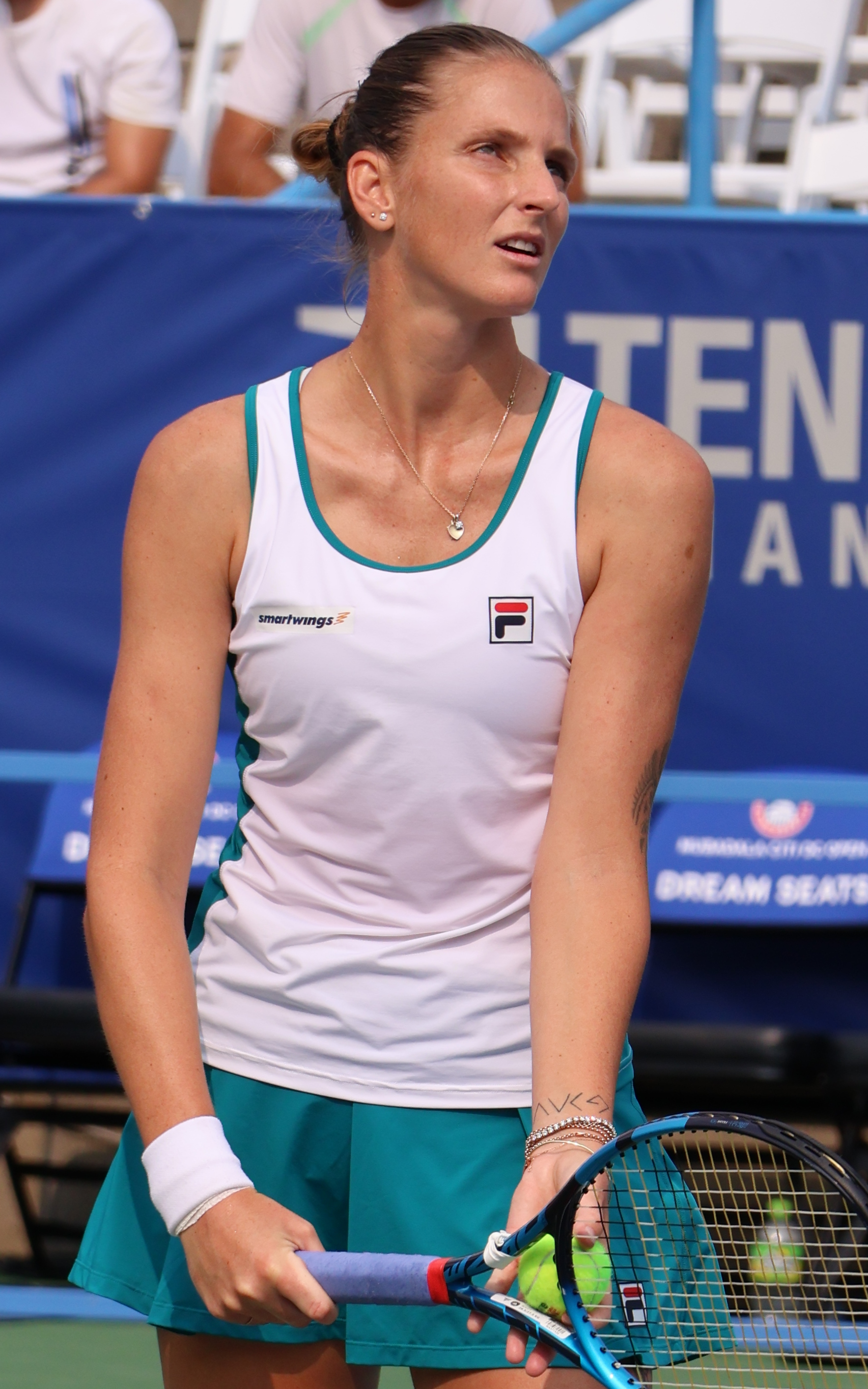
Servis ve Washingtonu, kde dohrála v prvním kole

Vinou nízkého žebříčku musela na Adelaide International II poprvé po devíti letech hrát kvalifikaci turnaje WTA. Dohrála nakonec v prvním kole hlavní soutěže, stejně jako o týden dříve na stejném místě. Na Australian Open byla 30. nasazená. Bez ztráty setu prošla čtyřmi koly nad třemi nenasazenými soupeřkami, než ji ve čtvrtfinále zaskočila další nenasazená Polka Magda Linetteová. Kvalifikačním sítem prošla i jako dvacátá hráčka pořadí na Qatar Open, kde v prvním kole nestačila na Alexandrovovou. Na Dubai Tennis Championships z kategorie WTA 1000 porazila ve druhém kole sedmou hráčku světa Marii Sakkariovou, které povolila pouze jednu hru, aby postoupila až do čtvrtfinále. Před zápasem se světovou jedničkou Igou Świątekovou však z turnaje odstoupila pro virózu. Na velkých severoamerických turnajích prohrála v Indian Wells v osmifinále se Sakkariovou, v Miami pak o kole dříve, když nad její síly byla poprvé krajanka Markéta Vondroušová, která jí oplatila měsíc starou porážku z Dubaje.
Jediných dvou výher na antuce se dočkala ve Stuttgartu, kde podruhé v sezóně porazila Sakkariovou, tentokrát v pozici deváté hráčky světa, a ve zkrácené hře třetí sady taky Vekićovou, než ve čtvrtfinále podlehla ve třech setech Świątekové. Kvůli zranění kolena způsobeného právě ve Stuttgartu následně vynechala Madrid Open. Roli třinácté nasazené nezvládla v Římě, kde ji vyřadila kvalifikantka Anna Bondárová, a úvodní zápas nezvládla ani na grandslamovém French Open, kde jí kanára nadělila Sloane Stephensová, a poprvé po sedmi letech vypadla z grandslamu v prvním kole. Jenom jeden vyhraný zápas zaznamenala na trávě, a to  skreč Mertensové v Eastbourne. Porážky jí přichystaly Kvitová, Kasatkinová a ve Wimbledonu překvapivě až 225. hráčka žebříčku Natalija Stevanovićová. Poprvé od roku 2013 vypadla na dvou navazujících grandslamech již v úvodním kole.
První výhry v dokončeném zápase od konce dubna se dočkala až na srpnovém National Bank Open v Montréalu, kde porazila Ču Lin, než nestačila ve druhém kole na Światekovou. Na US Open jí vyřadila ve druhém kole Clara Burelová. Bodová ztráta za neobhájené výsledky znamenala, že se po newyorském majoru propadla na 34. pozici. Posledním turnajem roku se pro ni stalo Guadalajara Open, kde na úvod porazila deblistku Šibaharaovou. Ve druhém kole podlehla, stejně jako v létě na Citi Open, Američance Hailey Baptisteové, figurující na 174. místě singlové klasifikace, když prohrála zkrácenou hru třetího setu, přestože vedla již 5–2 a měla mečbol. Kvůli zranění pravého zápěstí ukončila předčasně na konci září sezónu. Tu zakončila s negativním zápasovou bilancí 17–19 na 38. místě hodnocení, tedy nejhůře od průlomového ročníku 2013.

### 2024: Sedmnáctý singlový titul a zranění kotníků

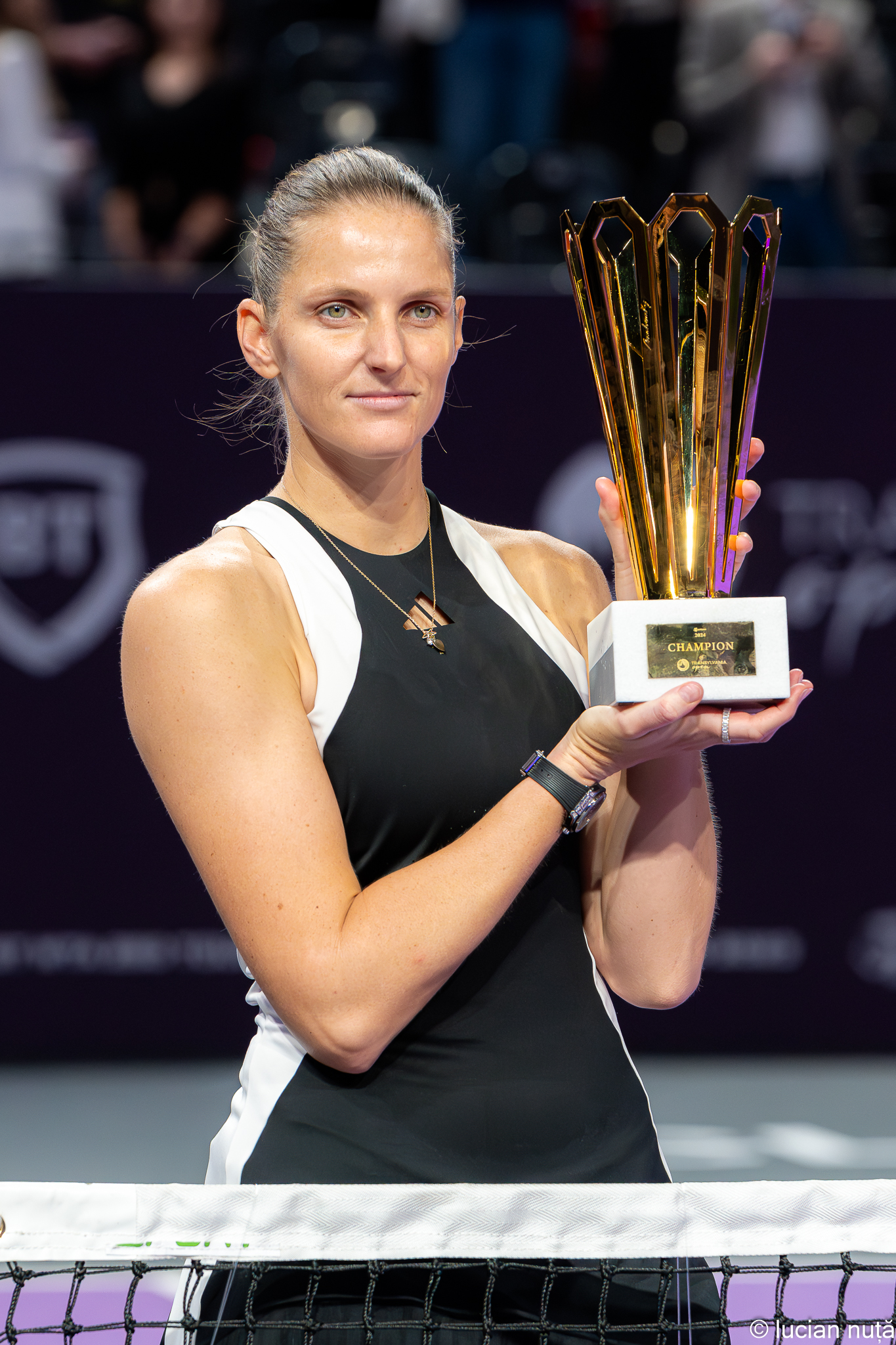
Sedmnáctý titul v kariéře získala na Transylvania Open

Sezónu otevřela vítězstvím ve druhém kole v Brisbane v ostře sledovaném utkání proti Naomi Ósakaové, vracející se po více než roční pauze způsobené těhotenstvím. Ve třetím kole ji vyřadila třetí nasazená Lotyška Jeļena Ostapenková. Na Australian Open dohrála již v úvodním kole, když nad její síly byla světová trojka Jelena Rybakinová, přestože měla v první sadě setboly. Bodová ztráta za neobhájenou čtvrtfinálovou účast znamenala propad do osmé desítky hodnocení, nejhorší postavení od června 2014.
Na halovém Transylvania Open v Kluži z kategorie WTA 250 startovala z pozice sedmdesáté osmé hráčky jako nenasazená. Na její raketě postupně dohrály Rakušanka Sinja Krausová, Kolumbijka Camila Osoriová, Italka Sara Erraniová, britská kvalifikantka Harriet Dartová a ve finále i osmá nasazená Rumunka Ana Bogdanová. Získala tak sedmnáctý singlový titul na okruhu WTA Tour a první od Brisbane International 2020, tedy po 1 497 dnech. Během turnaje zároveň přerušila šňůru čtrnácti turnajů, trvající od dubnového Stuttgart Open 2023, na nichž nedokázala vyhrát dva zápasy za sebou a celkově vyhrála jen pět z nich. Bodový zisk ji zajistil posun 59. místo žebříčku.
Méně než 24 hodin od vyhraného finále nastoupila do utkání prvního kola v Dauhá, tedy po více než 8hodinovém letu přes více než 4500km vzdálenost, přesto zvládla třísetový vstup do turnaje proti čerstvé čtvrtfinalistce Australian Open Anně Kalinské. Třísetové výhry nad Potapovovou a Noskovou a následně i vyhrané tiebreaky nad Ósakaovou ve čtvrtfinále znamenaly postup do patnáctého semifinále na turnajích v kategorie WTA 1000 včetně její předchůdkyně. Po náročném programu v podobě devíti zápasů během deseti dnů nenastoupila do semifinálového utkání proti světové jedničce Świątekové. Desátou a jedenáctou výhru v řadě v zápasech, do kterých nastoupila, přidala na navazujícím Dubai Tennis Championships, než podlehla ve třetím kole světové trojce Coco Gauffové ve třech setech. Formu nepotvrdila na severoamerických podnicích v Indian Wells ani Miami, kde v obou případech skončila v prvních kolech.
Na travnatém Rothesay Open v Nottinghamu, kde triumfovala v roce 2016, dosáhla druhé finálové účasti v sezóně. Po dvousetových výhrách nad Alycií Parksovou a Heather Watsonovou, svedla z pozice padesáté hráčky žebříčku vítěznou třísetovou bitvu proti světové desítce Ons Džabúrové. Po čtyřicáté tak porazila členku Top 10, a hráčku z této skupiny zdolala poprvé od dubna 2023. Tunisanku přehrála ve třetím ze čtyř duelů. Ani v odloženém semifinále kvůli dešti, konaném závěrečný den turnaje, ji nezastavila Francouzka Diane Parryová. Ve finále však podlehla britské světové třicítce a obhájkyni titulu Katie Boulterové, přestože vyhrála úvodní set. I páté utkání této dvojice rozhodla až třetí sada. Britka se ve vzájemných duelech ujala vedení 3–2. Na nottinghamské tažení však nenavázala následující týden v Birminghamu, kde ji v prvním kole vyřadila v tiebreaku třetí sady Caroline Dolehideová, ani ve Wimbledonu, kde ji v prvním kole vyřadila 20letá Diana Šnajderová.
Ve druhých kolech skončila v kanadském Torontu i americkém Cincinnati. Jedinou výhru na grandslamech v sezóně zaznamenala na US Open proti Egypťance Majar Šarífové, přestože prohrála druhý set poměrem 0–6. Utkání druhého kola proti páté nasazené a finalistce posledních dvou grandslamu Jasmine Paoliniové skrečovala po třech odehraných výměnách poté, co si podvrtla kotník na levé noze. Následně podstoupila operaci a ukončila sezónu.

## Billie Jean King Cup
Do listopadu 2023 odehrála v českém týmu Billie Jean King Cupu, soutěži mezi lety 1995–2020 známé jako Fed Cup, jedenáct mezistátních zápasů s bilancí 11–7 ve dvouhře a 4–1 ve čtyřhře. V letech 2015, 2016 a 2018 se stala vítězkou soutěže.
Debut zaznamenala ve čtvrtfinále Světové skupiny proti Kanadě, v němž dokázala ve dvou sadách porazit Françoise Abandovou a poté i Gabrielu Dabrowskou. Češky postoupily do semifinále, jež nehrála, 4:0 na zápasy. Nastoupila až jako dvojka do pražského finále proti Rusku. Po porážce od Šarapovové přehrála další den, za nepříznivého stavu 1:2 na zápasy, Pavljučenkovovou. V závěrečné, rozhodující čtyřhře pak se Strýcovou zdolaly Pavljučenkovovou s Vesninovou a zajistily družstvu vítězný pohár. Obhajobu v roce 2016 vedla z pozice jedničky týmu a ve Světové skupině nastoupila do všech devíti odehraných zápasů, ve čtvrtfinále s Rumunskem, v semifinále se Švýcarskem a ve štrasburském finále s Francií. Poražena odešla pouze z utkání se Švýcarkou Golubicovou a Francouzkou Garciaovou. Rozhodující sadu úvodní finálové dvouhry proti Mladenovicové vyhrála až poměrem gamů 16:14. Její čas 2.24 hodiny z ní učinil nejdelší set všech finále a druhý nejdelší rozhodující set v historii soutěže od roku 1963. Utkání skončilo po 3.48 hodinách, což znamenalo překonání rekordu nejdelšího zápasu české reprezentace. Za vyrovnaného stavu rozhodla o celkovém vítězství opět ve čtyřhře se Strýcovou, když porazily první světový pár Mladenovicová a Garciaová. Členkou týmu šampionek se stala i v roce 2018. Do ročníku zasáhla stuttgartskými semifinálovými singly s Němkami. Úvodní den přehrála Kerberovou a poté podlehla Görgesové. Česko postoupilo do finále po výsledku 4:1 na zápasy.

## Trenérské vedení
Bývalý tenista Jiří Vaněk ji vedl od Wimbledonu 2014 do listopadu 2016. V prosinci jej na trenérském postu nahradil David Kotyza. Jejich desetiměsíční spolupráce skončila po US Open 2017. Příčinou se podle Plíškové nestaly tenisové výkony, ale odlišný pohled na různé záležitosti včetně koncepce jejího dalšího tenisového směřování. Na říjnovém China Open 2017 angažovala do konce sezóny bývalou světovou jedničku ve čtyřhře Rennae Stubbsovou z Austrálie. V listopadu 2017 se pak hlavním koučem stal Tomáš Krupa, kterého propustila po srpnovém Rogers Cupu 2018 pro slabé hráčské výkony a nenaplněná očekávání.
Před US Open 2018 opět angažovala Rennae Stubbsovou, která se po konci sezóny vrátila ke komentování tenisových přenosů a tým definitivně opustila v květnu 2019. V sezóně 2019 se hlavní trenérkou stala bývalá wimbledonská šampionka Conchita Martínezová ze Španělska, která jí pomáhala už od Flushing Meadows 2018, když Stubbsová plnila své komentátorské závazky. Po sezóně Martínezová přešla ke Garbiñe Muguruzaové. Novým koučem Plíškové se v listopadu 2019 stal Venezuelan Daniel Vallverdú, bývalý trenér Tomáše Berdycha a Andyho Murrayho. K týmu byla přizvána i bývalá ukrajinská tenistka Olga Savčuková. Spolupráci s Vallverdúem ukončila po vlastních nevýrazných výkonech během listopadu 2020. Podíl na tom mělo i vytížení kouče, o jehož působení se dělila se Švýcarem Stanem Wawrinkou. V témže měsíci ji začal připravovat Sascha Bajin. Němec se srbskými kořeny působil osm let jako sparingpartner Sereny Williamsové a poté byl strůjcem vzestupu Naomi Ósakaové, která pod jeho vedením vyhrála dva grandslamy. Spolupráci ukončili po dvaceti měsících v červenci 2022. O týden později Bajina nahradil Leoš Friedl. Z trenérské týmu odešel také kondiční trenér Azuz Simčič, kterého nahradil Brit Jez Green. Součástí týmu zůstali Savčuková a fyzioterapeut Martín Salvador. K Bajinovi se vrátila po pětiměsíční pauze v prosinci 2022 a spolupráci opět ukončila v červenci 2023.
V srpnu 2023 byl trenérem jmenován bývalý ligový hráč Nymburku Michal Franěk z její Pliskova Tennis Academy a Kolumbijec Carlos Martínez, manžel deblistky Nicol Melicharové-Martinezové. Kondiční vedení převzal Alberto Lledo, jenž souběžně připravoval také Carlose Alcaraze, a fyzioterapeuty byli Martín Salvador s Haimem Gananciou. V únoru 2024 začala spolupracovat s chorvatským koučem a bývalým členem deváté desítky žebříčku Željkem Krajanem, který vedl také Safinovou, Jankovićovou či Cibulkovou. Plíšková na něm ocenila otevřený styl komunikace a klidnou povahu.

### Přehled
- Jiří Vaněk (červenec 2014 – listopad 2016)
- David Kotyza (prosinec 2016 – září 2017)
- Rennae Stubbsová (říjen–listopad 2017)
- Tomáš Krupa (listopad 2017 – srpen 2018)
- Rennae Stubbsová (srpen 2018 – květen 2019)
- Conchita Martínezová (srpen 2018 – listopad 2019)
- Daniel Vallverdú (listopad 2019 – listopad 2020)
- Olga Savčuková (listopadu 2019 – 2020)
- Sascha Bajin (listopad 2020 – červenec 2022)
- Leoš Friedl (červenec 2022 – prosinec 2022)
- Sascha Bajin (prosinec 2022 – červenec 2023)
- Michal Franěk (srpen 2023 – 2024)
- Carlos Martínez (srpen 2023 – 2024)
- Željko Krajan (od února 2024)

## Soukromý život

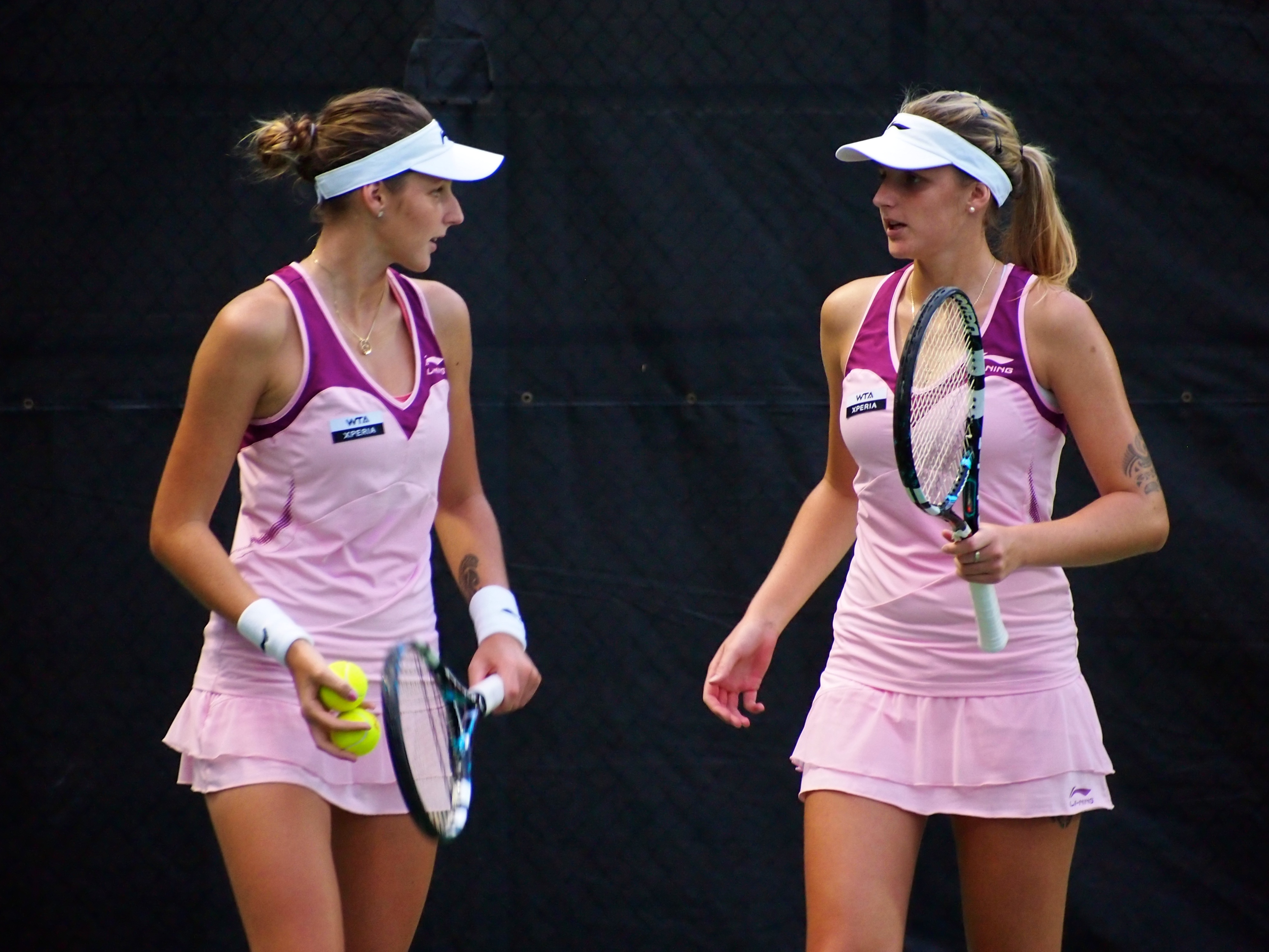
Porada sester Plíškových během zápasu ve čtyřhře

Pochází z rodiny Radka a Martiny Plíškových. Tenis hraje od čtyř let. Profesionální tenisovou hráčkou je i její dvojče Kristýna Plíšková, se kterou zejména v počáteční fázi kariéry nastupovala do čtyřhry. V létě 2017 se zasnoubila s televizním moderátorem Michalem Hrdličkou, který se stal také jejím manažerem z pozice zástupce agentury PR Stars. Dne 19. července 2018 se za něj provdala v Monaku. Sňatkem přijala příjmení Hrdličková. Rodné příjmení Plíšková si ponechala v rámci pokračování sportovní kariéry.
Před US Open 2017 učinila závazek darovat za každé zahrané eso na turnaji 200 eur (cca 5 200 korun) na pomoc Klinice dětské hematologie a onkologie pražské Fakultní nemocnice v Motole. Na newyorském grandslamu nastřílela 33 es a klinice věnovala 6 600 eur.

## Hráčské statistiky
Karolína Plíšková vyhrála na okruhu WTA sedmnáct turnajů ve dvouhře a pět ve čtyřhře. V rámci okruhu ITF přidala deset singlových a šest deblových vítězství.

### Finále Grand Slamu

#### Ženská dvouhra: 2 (0–2)
| Stav       | rok  | turnaj    | povrch | soupeřka ve finále  | výsledek           |
| ---------- | ---- | --------- | ------ | ------------------- | ------------------ |
| Finalistka | 2016 | US Open   | tvrdý  | Angelique Kerberová | 3–6, 6–4, 4–6      |
| Finalistka | 2021 | Wimbledon | tráva  | Ashleigh Bartyová   | 3–6, 7–6(7–4), 3–6 |

## Chronologie výsledků na Grand Slamu

### Dvouhra
| Turnaj          | 2007    | 2008    | 2009    | 2010    | 2011 | 2012    | 2013    | 2014    | 2015    | 2016    | 2017    | 2018    | 2019    | 2020    | 2021    | 2022    | 2023    | 2024    | SR     | V–P   |
| --------------- | ------- | ------- | ------- | ------- | ---- | ------- | ------- | ------- | ------- | ------- | ------- | ------- | ------- | ------- | ------- | ------- | ------- | ------- | ------ | ----- |
| Australian Open | nehrála | nehrála | nehrála | nehrála | 1Q   | 1Q      | 1. kolo | 2. kolo | 3. kolo | 3. kolo | ČF      | ČF      | SF      | 3. kolo | 3. kolo | A       | ČF      | 1. kolo | 0 / 11 | 26–11 |
| French Open     | nehrála | nehrála | nehrála | nehrála | 2Q   | 1. kolo | 1. kolo | 2. kolo | 2. kolo | 1. kolo | SF      | 3. kolo | 3. kolo | 2. kolo | 2. kolo | 2. kolo | 1. kolo | 1. kolo | 0 / 13 | 14–13 |
| Wimbledon       | nehrála | nehrála | nehrála | 1Q      | A    | 1. kolo | 2. kolo | 2. kolo | 2. kolo | 2. kolo | 2. kolo | 4. kolo | 4. kolo | NH      | F       | 2. kolo | 1. kolo | 1. kolo | 0 / 12 | 18–12 |
| US Open         | nehrála | nehrála | nehrála | 1Q      | 1Q   | 2Q      | 1. kolo | 3. kolo | 1. kolo | F       | ČF      | ČF      | 4. kolo | 2. kolo | ČF      | ČF      | 2. kolo | 2. kolo | 0 / 12 | 30–12 |
| výhry–prohry    | 0–0     | 0–0     | 0–0     | 0–0     | 0–0  | 0–2     | 1–4     | 5–4     | 4–4     | 9–4     | 14–4    | 13–4    | 13–4    | 4–3     | 13–4    | 6–3     | 5–4     | 1–4     | 0 / 48 | 88–48 |

| Legenda | Legenda                                   | Legenda | Legenda                     |
| ------- | ----------------------------------------- | ------- | --------------------------- |
| SR      | poměr vyhraných turnajů ku všem odehraným | W–L V–P | výhry–prohry                |
| NH      | daný rok se turnaj nekonal                | A       | turnaje se hráč nezúčastnil |
| 1Q / LQ | prohra v (kole) kvalifikace               | 1k / 1R | prohra v daném kole turnaje |
| QF / ČF | prohra ve čtvrtfinále                     | SF      | prohra v semifinále         |
| F       | prohra ve finále                          | Vítěz   | vítězství v turnaji         |

## Postavení na konečném žebříčku WTA

### Dvouhra
| Rok    | 2006  | 2007   | 2008   | 2009   | 2010   | 2011   | 2012   | 2013  | 2014  | 2015  | 2016 | 2017 | 2018 | 2019 | 2020 | 2021 | 2022  | 2023  |
| Pořadí | 1168. | ▲ 860. | ▲ 427. | ▲ 228. | ▲ 203. | ▲ 159. | ▲ 120. | ▲ 67. | ▲ 24. | ▲ 11. | ▲ 6. | ▲ 4. | ▼ 8. | ▲ 2. | ▼ 6. | ▲ 4. | ▼ 32. | ▼ 37. |

### Čtyřhra
| Rok    | 2006 | 2007 | 2008   | 2009 | 2010   | 2011   | 2012   | 2013  | 2014  | 2015  | 2016  | 2017   | 2018   | 2019  | 2020  | 2021   | 2022   | 2023   |
| Pořadí | –    | 917. | ▲ 818. | –    | ▲ 364. | ▲ 130. | ▲ 102. | ▲ 77. | ▲ 46. | ▬ 46. | ▲ 11. | ▼ 414. | ▲ 208. | ▲ 96. | ▲ 86. | ▼ 124. | ▼ 329. | ▲ 234. |